# Kelly Clarkson
Pour les articles homonymes, voir Clarkson.
Kelly Brianne Clarkson, née le 24 avril 1982 à Fort Worth, est une chanteuse américaine. Elle fait ses débuts chez RCA Records après avoir remporté la première saison de l’émission American Idol aux États-Unis. En 2017, elle compte un total de six albums studio dont le dernier, Piece by Piece, est sorti le 3 mars 2015. Le premier, lancé en 2003, s'intitule Thankful, le second, Breakaway est commercialisé en 2004, le troisième My December se retrouve dans les bacs en 2007, et son quatrième opus, All I Ever Wanted est lancé en 2009. Le cinquième album de la chanteuse, nommé Stronger est quant à lui commercialisé le 24 octobre 2011. Ses six albums rencontrent un franc succès aux États-Unis où ils se classent tous dans le Top 5 au Billboard 200.
Dix singles de Kelly se sont hissés dans le Top 10 du célèbre Billboard Hot 100, et trois d’entre eux ont même atteint la première place,,. En 2009, son single My Life Would Suck Without You, bondit de la 97e à la 1re place dans le Billboard Hot 100 lors sa première semaine d’exploitation, établissant le record du plus grand bond vers le sommet du classement dans toute l’histoire de la musique. Ce même titre atteint la première position des charts britanniques en comptant uniquement les ventes digitales, ce qui lui permet de devenir la seule candidate d' American Idol à atteindre la tête des charts du pays. Lorsque son single Stronger (What Doesn't Kill You) prend la tête du Billboard Dance/Club Play Song Charts en 2012, Kelly devient la seule artiste dont les singles ont atteint le sommet de six classements Billboard différents. Ce même single devient en juillet 2012 la meilleure vente de single de n'importe quel candidat d'American Idol dépassant Before He Cheats de Carrie Underwood.
En février 2012 Kelly Clarkson est la candidate d’American Idol la plus couronnée de succès aux États-Unis, totalisant des ventes d'albums de l'ordre de 11 664 000 exemplaires, ainsi que des ventes digitales dépassant les 24 100 000 unités pour ses singles, tout en accumulant plus de 5 millions de passage à la radio dans son pays natal,. Billboard classe Kelly Clarkson comme la 14e artiste des années 2000, occupant également la 9e position des artistes féminines pour la même décennie. La chanteuse est également classée à la 8e position du classement établi par le magazine regroupant les meilleures artistes féminines de 2009. En 2012, VH1 la classe comme la 19e plus grande femme dans le monde musical actuel, tandis qu’Entertainment Weekly la situe comme étant la 18e meilleure « artiste du moment », la surnommant « l'idole pop de l'Amérique ».
D’après Nielsen SoundScan, Kelly Clarkson est classée à la 187e place dans le Top 200 des vendeurs d’albums, et est la gagnante d' American Idol à avoir vendu le plus de disques mondialement avec notamment 25 millions d'albums et 45 millions de singles écoulés à travers le monde, faisant d'elle une des artistes ayant vendu le plus de disques de tous les temps,,.
En 2018, Kelly Clarkson devient la nouvelle coach de The Voice aux États-Unis aux côtés de Alicia Keys, Blake Shelton et Adam Levine pour la saison 14 et avec Jennifer Hudson (en remplacement d'Alicia Keys) pour la saison 15. Depuis 2019, elle anime sur NBC The Kelly Clarkson Show qui en 2022 a pris le créneau horaire du Ellen DeGeneres Show après l'arrêt de ce programme.

## Biographie

### Jeunesse et débuts

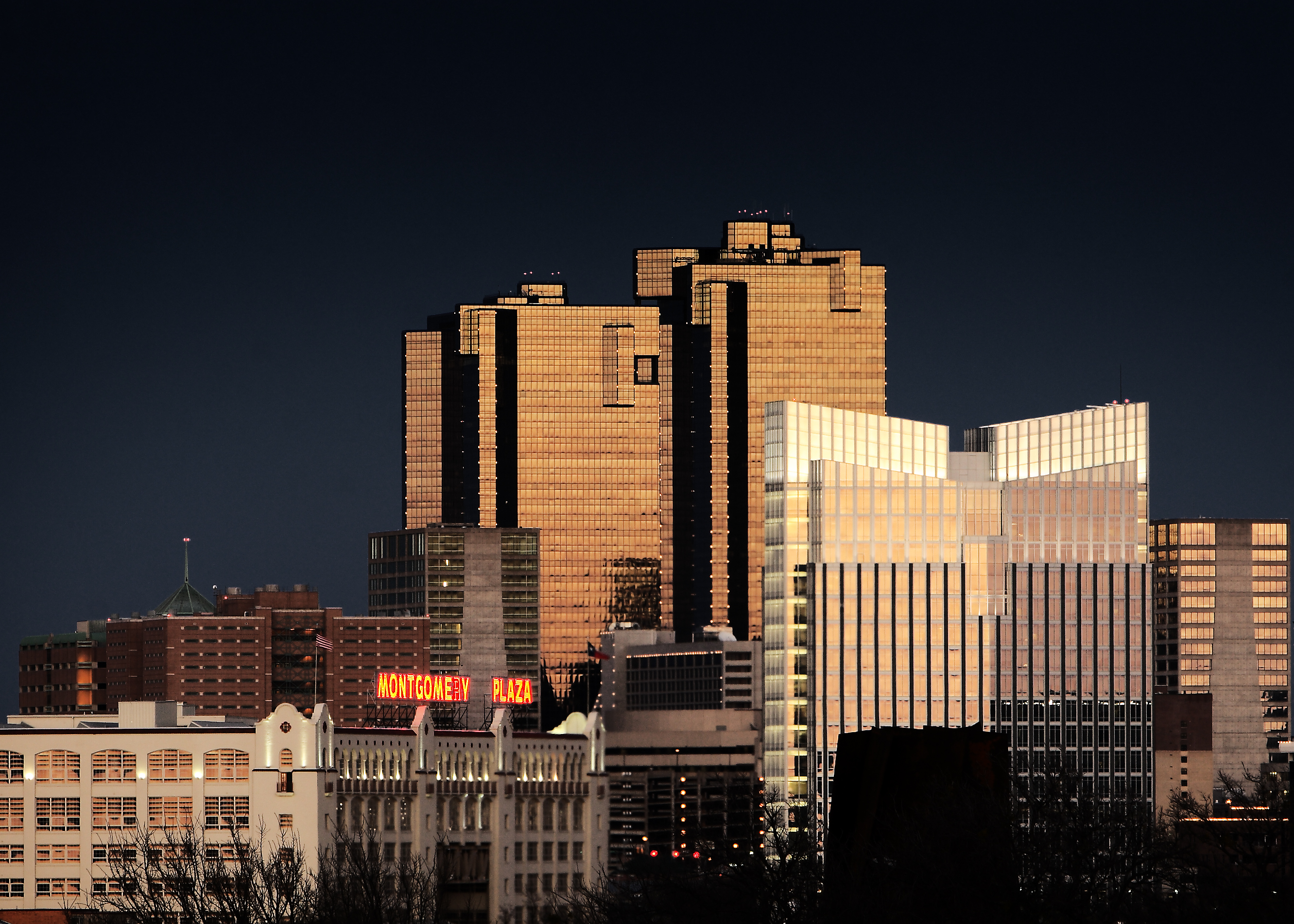
Fort Worth, dans le Texas, aux États-Unis, lieu de naissance de Kelly Clarkson.

Kelly Brianne Clarkson nait à Fort Worth, au Texas, et est élevée dans la petite ville de Burleson au Texas, une banlieue de Fort Worth. Elle est la troisième et la plus jeune enfant de Jeanne Rose, professeur d’école primaire, et de Stephen Michael Clarkson. Le reste de la famille est composé de son frère et de sa sœur plus âgés Jason et Alyssa. Ses parents divorcent quand elle a 6 ans, après 17 années de mariage. Son frère ainé part alors vivre avec son père, sa sœur se sépare également de sa mère et s'installe avec la tante de Kelly. À présent seule avec sa mère, la famille s’installe par la suite dans la petite ville de Burleson lorsque la mère de Kelly Clarkson épouse son second mari, Jimmy Taylor.
La famille de Kelly doit régulièrement faire face à de difficultés financières, et après le divorce de ses parents, la musique devient son refuge. Kelly Clarkson entre alors à l’école Pauline G Hughes puis au lycée Burleson High School. Elle souhaitait devenir biologiste marine avant de changer d’avis après avoir vu le film Les Dents de la mer. À l’âge de 11 ans, un professeur (Mme Cynthia Glenn) l’entend chanter dans un couloir et lui propose de rejoindre la chorale de l’école. Au lycée, Kelly joue dans des comédies musicales telles que Annie du Far West , Les Sept Femmes de Barbe-Rousse et Brigadoon. Elle chante également pour le concours de talent de son lycée. Kelly Clarkson continue de chanter et commence bientôt à prendre des cours de chant, espérant que la musique lui permette de poursuivre plus tard ses études à l’Université.
Après son diplôme, Kelly se voit acceptée dans plusieurs Universités telles que l'Université du Texas à Austin, l'Université de North Texas, et le Berklee College of Music, mais décide d’y renoncer car « [elle avait] déjà écrit tellement de chansons qu’[elle voulait] tenter sa chance dans la musique » se disant « qu’on n’est jamais trop vieux pour aller à l’Université ». Clarkson quitte alors le Texas pour partir à Hollywood afin de se faire une place dans le cinéma. Elle obtient alors de petits rôles dans des séries télévisées, dont Sabrina, l'apprentie sorcière ou encore Dharma et Greg. Kelly signe également deux contrats musicaux avec Jive Records et Interscope Records, mais décide de les rompre, jugeant qu'ils l'auraient « complètement emprisonnée dans un style de musique pour jeunes adolescents », ajoutant qu'elle était « assez confiante pour espérer que quelque chose de mieux se passerait par la suite ». Clarkson parvient à contacter le parolier Gerry Goffin et enregistre cinq morceaux entre janvier et mars 2002 pour tenter de signer un contrat chez un label. Les opportunités étant rares et à la suite de quelques expériences désagréables, y compris l'incendie de son appartement, Kelly retourne à Burleson et obtient un emploi dans un cinéma avant de devenir ambassadrice de la boisson Red Bull, puis devient serveuse dans un bar. Encouragée par ses amis, elle tente ensuite sa chance dans l'émission télévisée American Idol parmi plus de 10 000 candidats.

### American Idol(2002–2003)

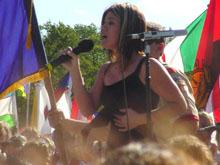
Kelly Clarkson chantant à Washington D.C., au Lincoln Memorial après sa victoire à American Idol en 2002.

Kelly Clarkson gagne la première saison d’American Idol le 4 septembre 2002. Au cours des treize semaines que dure l'émission, ses interprétations de titres connus comme Respect, Natural Woman, Stuff Like That There et Without You lui valent suffisamment de votes du public pour se classer parmi les deux finalistes. Après avoir chanté A Moment Like This et Before Your Love, deux chansons originales écrites pour l'émission, elle remporte la compétition avec 58 % des votes face à Justin Guarini .
Sa victoire lui vaut un contrat d'une valeur d'un million de dollars avec RCA Records ainsi que l'enregistrement d'un album solo. Elle est alors appelée à participer à divers événements, dont la tournée American Idol et l'interprétation de l'hymne national américain lors d'une cérémonie commémorative à la mémoire des victimes des attentats du 11 septembre 2001, le tout se déroulant à Washington D.C. Malgré la célébrité, Kelly Clarkson décide de rester au Texas plutôt que de s'installer à Los Angeles ou New York.
Liste des chansons interprétées sur le plateau d'American Idol
| Semaine # | Thème                     | Chanson choisie                             | Artiste original                           | Résultat     |          |          |          |          |          |          |          |          |          |          |          |          |          |          |          |          |          |          |          |          |          |          |          |          |          |          |          |          |          |          |          |          |          |          |          |          |          |          |          |          |          |          |          |          |          |          |          |          |          |          |          |          |          |          |          |          |          |          |          |          |          |          |          |          |          |          |          |          |          |
| Audition  | Aucun                     | Express Yourself At Last                    | Madonna Etta James                         | Sélectionnée |          |          |          |          |          |          |          |          |          |          |          |          |          |          |          |          |          |          |          |          |          |          |          |          |          |          |          |          |          |          |          |          |          |          |          |          |          |          |          |          |          |          |          |          |          |          |          |          |          |          |          |          |          |          |          |          |          |          |          |          |          |          |          |          |          |          |          |          |          |
| Top 121   | Hollywood                 | Respect                                     | Otis Redding                               | Sélectionnée |          |          |          |          |          |          |          |          |          |          |          |          |          |          |          |          |          |          |          |          |          |          |          |          |          |          |          |          |          |          |          |          |          |          |          |          |          |          |          |          |          |          |          |          |          |          |          |          |          |          |          |          |          |          |          |          |          |          |          |          |          |          |          |          |          |          |          |          |          |
| Top 65    | Hollywood                 | I Say a Little Prayer                       | Dionne Warwick                             | Sélectionnée |          |          |          |          |          |          |          |          |          |          |          |          |          |          |          |          |          |          |          |          |          |          |          |          |          |          |          |          |          |          |          |          |          |          |          |          |          |          |          |          |          |          |          |          |          |          |          |          |          |          |          |          |          |          |          |          |          |          |          |          |          |          |          |          |          |          |          |          |          |
| Top 45    | Hollywood                 | Save The Best For Last                      | Vanessa L. Williams                        | Sélectionnée |          |          |          |          |          |          |          |          |          |          |          |          |          |          |          |          |          |          |          |          |          |          |          |          |          |          |          |          |          |          |          |          |          |          |          |          |          |          |          |          |          |          |          |          |          |          |          |          |          |          |          |          |          |          |          |          |          |          |          |          |          |          |          |          |          |          |          |          |          |
| Top 30    | Semifinal                 | Respect                                     | Otis Redding                               | Sauvée       |          |          |          |          |          |          |          |          |          |          |          |          |          |          |          |          |          |          |          |          |          |          |          |          |          |          |          |          |          |          |          |          |          |          |          |          |          |          |          |          |          |          |          |          |          |          |          |          |          |          |          |          |          |          |          |          |          |          |          |          |          |          |          |          |          |          |          |          |          |
| Top 10    | Motown                    | You're All I Need to Get By                 | Marvin Gaye & Tammi Terrell                | Sauvée       |          |          |          |          |          |          |          |          |          |          |          |          |          |          |          |          |          |          |          |          |          |          |          |          |          |          |          |          |          |          |          |          |          |          |          |          |          |          |          |          |          |          |          |          |          |          |          |          |          |          |          |          |          |          |          |          |          |          |          |          |          |          |          |          |          |          |          |          |          |
| Top 8     | Années 1960               | (You Make Me Feel Like) A Natural Woman     | Aretha Franklin                            | Sauvée       |          |          |          |          |          |          |          |          |          |          |          |          |          |          |          |          |          |          |          |          |          |          |          |          |          |          |          |          |          |          |          |          |          |          |          |          |          |          |          |          |          |          |          |          |          |          |          |          |          |          |          |          |          |          |          |          |          |          |          |          |          |          |          |          |          |          |          |          |          |
| Top 7     | Années 1970               | Don't Play That Song (You Lied)             | Ben E. King                                | Sauvée       |          |          |          |          |          |          |          |          |          |          |          |          |          |          |          |          |          |          |          |          |          |          |          |          |          |          |          |          |          |          |          |          |          |          |          |          |          |          |          |          |          |          |          |          |          |          |          |          |          |          |          |          |          |          |          |          |          |          |          |          |          |          |          |          |          |          |          |          |          |
| Top 6     | Big band                  | Stuff Like That There                       | Betty Hutton                               | Sauvée       |          |          |          |          |          |          |          |          |          |          |          |          |          |          |          |          |          |          |          |          |          |          |          |          |          |          |          |          |          |          |          |          |          |          |          |          |          |          |          |          |          |          |          |          |          |          |          |          |          |          |          |          |          |          |          |          |          |          |          |          |          |          |          |          |          |          |          |          |          |
| Top 5     | Chansons d'amour          | Walk On By                                  | Dionne Warwick                             | Sauvée       |          |          |          |          |          |          |          |          |          |          |          |          |          |          |          |          |          |          |          |          |          |          |          |          |          |          |          |          |          |          |          |          |          |          |          |          |          |          |          |          |          |          |          |          |          |          |          |          |          |          |          |          |          |          |          |          |          |          |          |          |          |          |          |          |          |          |          |          |          |
| Top 4     | Années 1980 Années 1990   | It's Raining Men I Surrender                | The Weather Girls Celine Dion              | Sauvée       |          |          |          |          |          |          |          |          |          |          |          |          |          |          |          |          |          |          |          |          |          |          |          |          |          |          |          |          |          |          |          |          |          |          |          |          |          |          |          |          |          |          |          |          |          |          |          |          |          |          |          |          |          |          |          |          |          |          |          |          |          |          |          |          |          |          |          |          |          |
| Top 3     | Choix du Jury Choix libre | Without You Think Twice                     | Badfinger Celine Dion                      | Sauvée       |          |          |          |          |          |          |          |          |          |          |          |          |          |          |          |          |          |          |          |          |          |          |          |          |          |          |          |          |          |          |          |          |          |          |          |          |          |          |          |          |          |          |          |          |          |          |          |          |          |          |          |          |          |          |          |          |          |          |          |          |          |          |          |          |          |          |          |          |          |
| Top 2     | Finale                    | A Moment Like This Respect Before Your Love | Kelly Clarkson Otis Redding Kelly Clarkson | Gagnante     | Gagnante | Gagnante | Gagnante | Gagnante | Gagnante | Gagnante | Gagnante | Gagnante | Gagnante | Gagnante | Gagnante | Gagnante | Gagnante | Gagnante | Gagnante | Gagnante | Gagnante | Gagnante | Gagnante | Gagnante | Gagnante | Gagnante | Gagnante | Gagnante | Gagnante | Gagnante | Gagnante | Gagnante | Gagnante | Gagnante | Gagnante | Gagnante | Gagnante | Gagnante | Gagnante | Gagnante | Gagnante | Gagnante | Gagnante | Gagnante | Gagnante | Gagnante | Gagnante | Gagnante | Gagnante | Gagnante | Gagnante | Gagnante | Gagnante | Gagnante | Gagnante | Gagnante | Gagnante | Gagnante | Gagnante | Gagnante | Gagnante | Gagnante | Gagnante | Gagnante | Gagnante | Gagnante | Gagnante | Gagnante | Gagnante | Gagnante | Gagnante | Gagnante | Gagnante |

Peu de temps après la première saison d'American Idol, en décembre 2003, Kelly Clarkson participe à une compétition nommée World Idol, organisée à Londres. Ce concours regroupe les gagnants des télé-crochets musicaux qui ont eu lieu à travers le monde. Clarkson y interprète You Make Me Feel Like A Natural Woman d'Aretha Franklin et arrive en seconde position du concours avec un total de 97 points derrière le norvégien Kurt Nilsen et ses 106 points. Après avoir chanté, Kelly quitte rapidement la compétition, et est alors critiquée par quelques médias déclarant qu'elle ne respectait pas les autres concurrents. Kelly expliquera plus tard qu'elle ne se sentait pas très bien ce jour-là.

### Thankful(2003–2004)
Alors que la chanteuse travaille pleinement à la préparation de son album, une polémique tourne autour de cette dernière, accusée de s'être liée à une maison de disques avant la première saison d'American Idol, ce qui est interdit par les règles de l'émission et qui aurait pu l'interdire de concourir. Toutefois, Kelly Clarkson a été débarrassée de toutes ses allégations qui menaçaient de mettre en question sa victoire puisqu'elle avait seulement signé un contrat lui permettant de démontrer ses éventuels projets musicaux.
Elle poursuit alors la finalisation de son premier disque Thankful, lancé par RCA Records, qui voit le jour le 15 avril 2003. Elle collabore avec des paroliers tels que Christina Aguilera, Diane Warren, et Kenneth Edmonds.
L'album rencontre le succès et se classe directement numéro 1 du Billboard 200. Il reste plus de 50 semaines dans le classement. L'opus est certifié double disque de platine aux États-Unis pour des ventes de plus de 2 millions d’exemplaires le 8 décembre 2003. Le disque est certifié disque de platine au Canada avec des ventes de plus de 100 000 exemplaires le 10 février 2004. Malgré le succès du premier single de l'opus en Australie et au Royaume-Uni, la sortie de l'album y reçu peu d'attention et Thankful se classa à la 33e position des charts Australiens et à la 41e position du classement britannique.
La totalité des ventes de Thankful à l’échelle mondiale dépassa les 4 millions d’exemplaires. Les critiques sont généralement positives concernant l'album, mais certains journaux mentionnent que le succès de l'album est uniquement dû aux performances de la chanteuse sur le plateau d'American Idol. Pour la promotion de l'album, Kelly se rend à plusieurs reprises sur le plateau d' American Idol en 2003, et en octobre de cette même année, elle chante à la finale de la NRL en Australie.
Le premier single officiel de Kelly, A Moment Like This lancé seulement deux semaines après la fin de l'émission American Idol, est directement classé numéro un aux États-Unis après être passé de la 52e place à la 1re place du classement américain. La vidéo du single est tournée au Pantages Theater à Hollywood, et contient des scènes de ses prestations dans l’émission. Le succès du titre est largement dû à l’impact d’American Idol étant donné que le single se vend à 236 000 exemplaires durant sa première semaine d’exploitation aux États-Unis et reste numéro 1 pendant 5 semaines au Canada.
Le second single de l'album, Miss Independent se classe 9e au Billboard Hot 100 et devient rapidement populaire. Ce titre permet à Kelly Clarkson d'obtenir une nomination aux Grammy Awards de 2004 dans la catégorie Grammy Award de la meilleure chanteuse pop.
Les singles suivants n'ont pas le même succès. Low est classé en 58e position des charts aux États-Unis, The Trouble With Love Is s'y classe en 101e position, et est utilisé en tant que single promotionnel au Royaume-Uni où il figure sur la bande-son du film Love Actually. Les critiques attaquent Kelly Clarkson, disant que cette dernière a simplement profité de sa victoire à American Idol pour lancer un album moyen, et déclarent qu'elle sera vite oubliée.

### Breakawayet reconnaissance internationale (2004–2006)

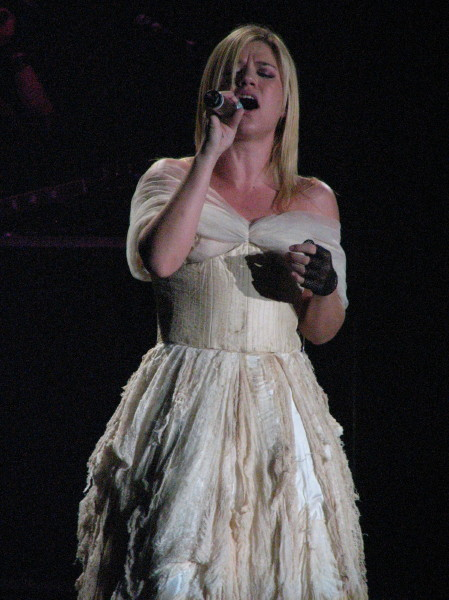
Kelly Clarkson lors de son Hazel Eyes Summer Tour le 15 novembre 2005 à Canberra, en Australie.

En 2004, réveillée par les critiques, Kelly Clarkson s'éloigne de l'image d'American Idol  et prend davantage le contrôle de sa carrière. Elle retourne en studio pour l'enregistrement de son nouvel album, intitulé Breakaway et développe une image plus rock, image qui s'explique par les artistes avec lesquels la chanteuse a collaboré pour l'enregistrement de cet album: Avril Lavigne, Ben Moody et David Hodges du groupe Evanescence.
L'album voit le jour le 30 novembre 2004 aux États-Unis et est lancé quelques mois plus tard dans l'ensemble du monde. Une fois commercialisé, Breakaway se classe 3e du Billboard 200  avec des ventes moins importantes que la semaine d'ouverture de son prédécesseur, Thankful. Breakaway s'écoule à 250 000 exemplaires à sa sortie contre 297 000 copies pour le premier opus. Néanmoins, les singles de ce second album rencontrent un succès fulgurant aux États-Unis, permettant à l'album de figurer dans le classement des meilleures ventes hebdomadaires pendant 104 semaines et de rester dans le top 20 pendant plus d'un an. Après 72 semaines d’exploitation, il figure encore dans le top 30,. Finalement, Breakaway s'écoulera à plus de 6 millions d’exemplaires aux États-Unis, et sera certifié 6 fois disque de platine en 2007 par la RIAA. Breakaway est donc, en 2005, un des trois albums les plus vendus cette année aux États-Unis après Mariah Carey et 50 Cent. En Angleterre, Australie et au Canada, l'album est certifié 4 fois disque de platine, 7 fois disque de platine et 4 fois disque de platine respectivement : l'opus se vend à plus de 12 millions d'exemplaires dans le monde, devenant l'album le plus couronné de succès à l'international pour n'importe quel candidat d' American Idol. Les critiques, qui initialement méprisaient Kelly Clarkson notent avec plaisir le changement complet de style de la chanteuse : Breakaway n'est pas un album pop comme Thankful, mais plutôt un album rock et pop rock, qui invite la comparaison avec Avril Lavigne,.

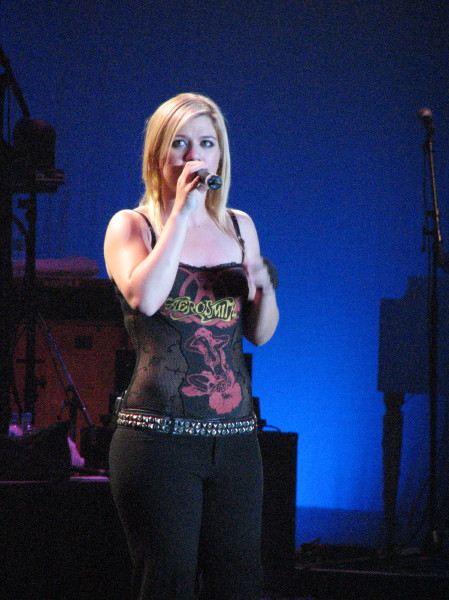
Kelly Clarkson lors de son Hazel Eyes Summer Tour le 15 novembre 2005 à Canberra, en Australie.

Les singles de Breakaway comptent parmi les plus gros succès de 2005. Le premier single, Breakaway, coécrit par Avril Lavigne, est lancé en 2004 après avoir été inclus sur l'album à la dernière minute, changeant ainsi le titre initial de ce dernier. Le titre atteint le Top 20 de presque tous les charts où il est classé,. Le single accompagne la sortie du film Un mariage de princesse. Le deuxième single, Since U Been Gone (le premier en Europe) est lancé en novembre 2004: il atteint la deuxième place du Billboard Hot 100 aux États-Unis et entre dans le top 5 de presque tous les pays dans lesquels il est lancé. Since U Been Gone permet à Kelly Clarkson de remporter le Grammy Award de la meilleure chanteuse pop aux Grammy Awards de 2006, elle reçoit également un second prix, celui du Best Pop Vocal Album pour son album Breakaway durant la cérémonie.
Le troisième single Behind These Hazel Eyes se classe 6e aux États-Unis et 10e dans le classement des meilleures chansons de 2005. Because of You, le quatrième single de Breakaway écrit par Kelly quand elle n'avait que 16 ans s'inspire du divorce de ses parents. Comme ses précédents singles, Because of You rencontre le succès aux États-Unis et dans le reste du monde. Il est classé 7e aux États-Unis et dans le Top 5 de la plupart des pays. Ce titre est la première chanson de Kelly Clarkson à entrer dans le Top 50 français et s'y place même en 13e position. À ce jour, la chanson est la plus populaire de la chanteuse avec 7 millions d'exemplaires vendus à travers le monde. Walk Away est lancé en 2006 et est le cinquième single de l'album Breakaway.
Le titre Go est écrit par Kelly Clarkson et Rhett Lawrence. La chanson est enregistrée sous un contrat publicitaire avec la société Ford, par la suite, un clip vidéo est tourné et une publicité est diffusée sur les télévisions américaines pour la compagnie de voitures. La chanson était gratuite sur le site AddictedtoKelly.com (site à présent inexistant) et n'a donc pas obtenu de ventes et n'a pas été classée dans les charts. Ce titre est inédit et ne figure pas sur l'album de la chanteuse.
La promotion de ces singles prend lieu sur de nombreux plateaux télévisés, on y compte notamment le Saturday Night Live, The Oprah Winfrey Show et The View où Kelly Clarkson chante Since U Been Gone et Breakaway. En 2005, Clarkson chante lors des festivités du NBA All-Star Game 2005. Plus tard dans l'année, elle chante l'hymne national américain, The Star-Spangled Banner lors de la finale du même évènement. Kelly donne également un concert lors de l'ouverture des Jeux olympiques d'hiver de 2006. Clarkson interprète également Because of You aux Grammy Awards de 2006 et Since U Been Gone lors des BRIT Awards de la même année. Grâce aux succès des titres, Kelly Clarkson est l'artiste dont les chansons sont les plus diffusées à la radio en 2006 aux États-Unis avec plus de 900 000  passages sur les ondes, alors que la chanteuse n'a sorti qu'un seul single cette année, Walk Away.

### My Decemberet musique country (2006–2008)

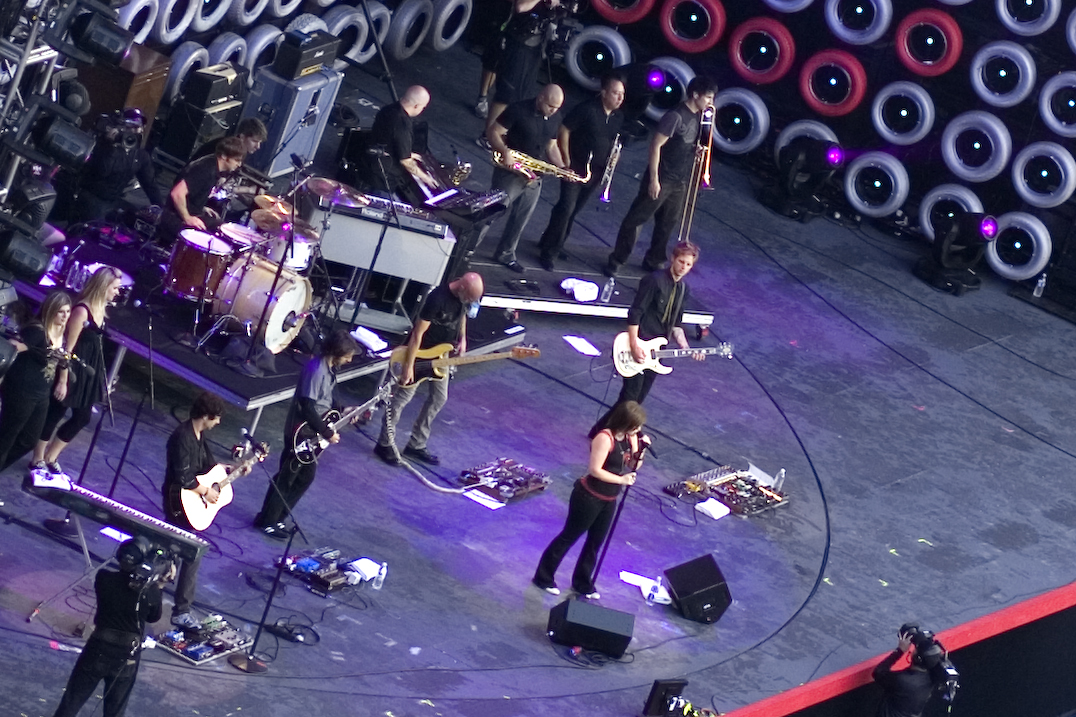
Kelly Clarkson et son groupe répétant pour le Live Earth en 2007.

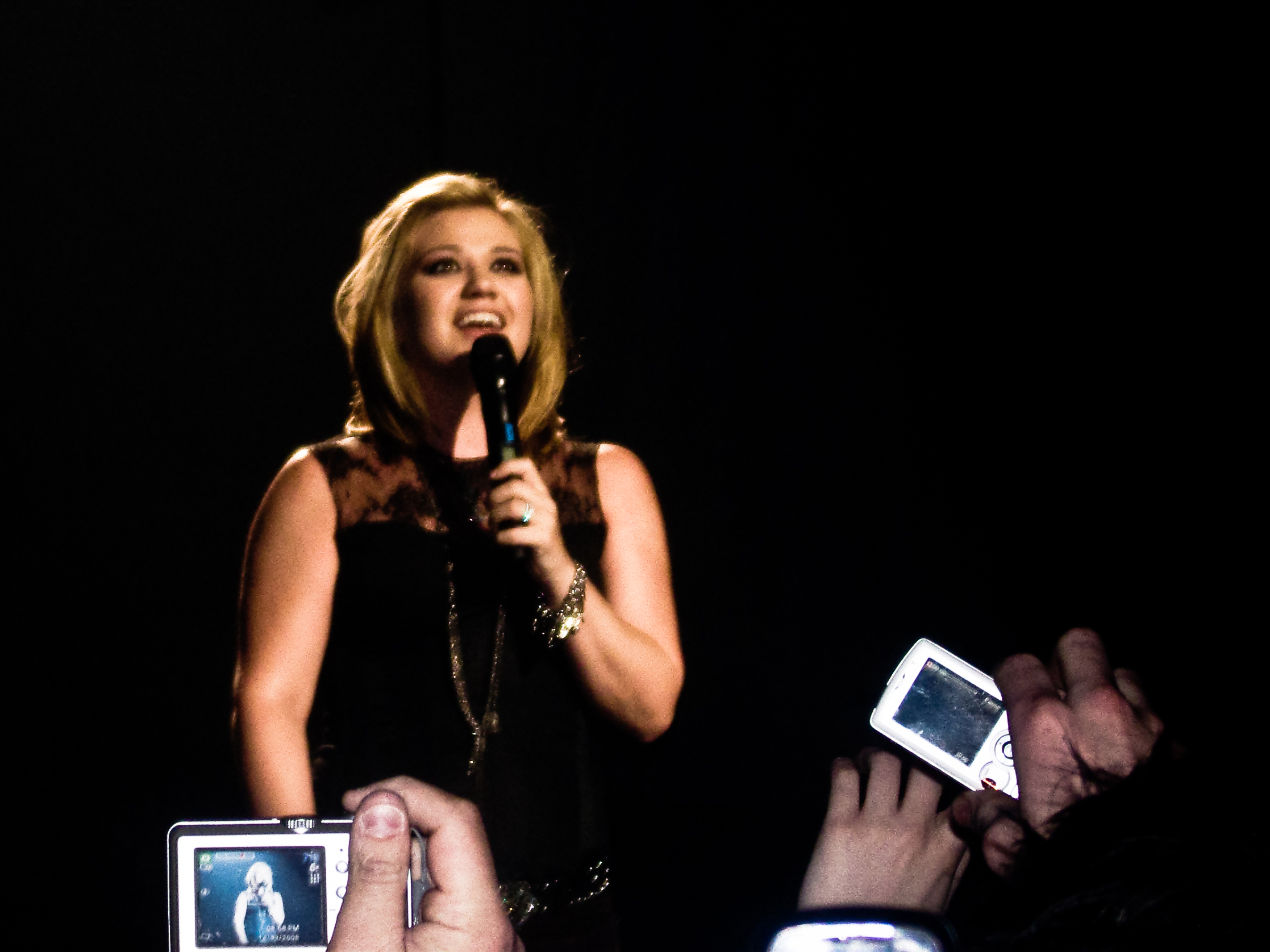
Kelly Clarkson lors de sa tournée My December Tour au Royaume-Uni en 2008.

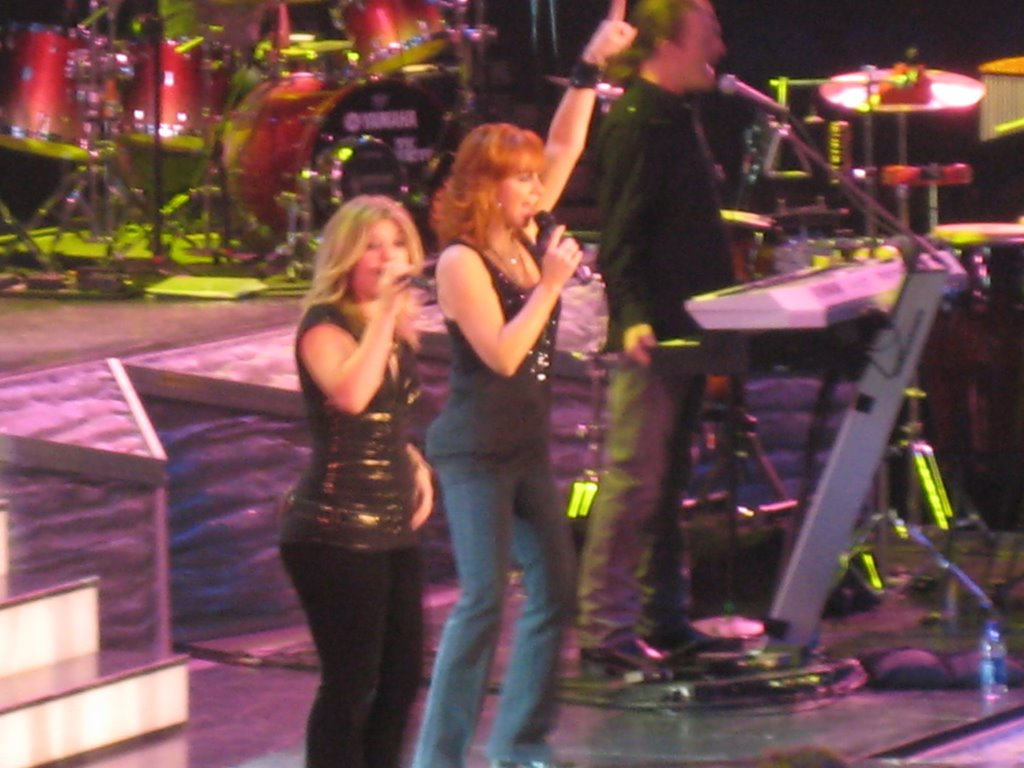
Kelly Clarkson et Reba McEntire lors de leur tournée 2 Worlds 2 Voices Tour en 2008.

Durant sa tournée européenne en 2006, The Breakaway World Tour, Kelly Clarkson commence à écrire et composer des chansons pour son troisième album, My December Pendant le Addicted Tour, Kelly Clarkson présente deux de ses nouvelles chansons : Maybe et Yeah. En studio, Clarkson s'entoure de producteurs tels que Jason Halbert, Jimmy Messer ou encore David Kahne pour l'enregistrement de cet opus. Quelques semaines avant la sortie de l'album, Clive Davis, directeur du label Sony BMG, déclare qu'il n'est pas satisfait du contenu de l'album de la chanteuse et demande à Kelly Clarkson d'effectuer de nombreux changements. Certaines rumeurs allaient jusqu'à dire que Clive Davis souhaitait la suppression totale de l'opus, afin de refaire un disque qui semblerait selon lui, plus favorable à la vente, mais Kelly Clarkson refusa d'apporter des changements à son album. Initialement, ces informations ont été démenties par le directeur du label, précisant que la chanteuse était une des artistes qui vendait le plus de disque chez Sony BMG et qu'il n'oserait jamais la traiter de cette manière,. Cependant, Kelly déclara que les rumeurs étaient réalistes, et ajouta que RCA Records trouvait l'album « trop négatif et bien trop sombre »,. Clarkson souligna le fait qu'elle savait très bien que les ventes du troisième opus n'égaleraient pas celles de Breakaway. Peu rassurée de la tournure que prend la controverse, Kelly se sépare à cette époque de la société qui gère sa carrière, The Firm, le 11 juin 2007. La chanteuse signe alors avec Starstruck Entertainment, dirigé par Narvel Blackstock le 2 juillet 2007.
My December sort officiellement aux États-Unis le 26 juin 2007. Malgré la polémique autour de l'album, celui-ci se classe numéro 2 du Billboard 200 dès sa sortie aux États-Unis avec 291 000 albums vendus la première semaine ,. L'album reçoit généralement des critiques favorables, expliquant que l'album est une œuvre très personnelle et unique de Kelly. Les critiques soulignent également le fait que la voix de Clarkson est bien plus claire et plus sentimentale sur ce troisième disque. L'opus est récompensé par une certification de disque de platine au Canada avec 100 000 disques vendus et est également certifié disque de platine aux États-Unis le 12 décembre 2007. Dans le reste du monde, My December se vend à plus de 3 millions d’exemplaires.
Le premier single extrait de My December s’intitule Never Again et fait ses débuts sur les ondes le 13 avril 2007. La chanson sort en le 23 avril 2007 et atteint la 8e place du Billboard Hot 100. En juin 2007, le single est certifié disque d'or. Le single Sober fait suite à Never Again le 6 juin 2007. Malgré les critiques positives au sujet de la chanson, Sober ne réussit pas a entrer dans le Billboard Hot 100. One Minute et Don't Waste Your Time succèdent aux deux premiers singles et rencontrent peu de succès, étant donné que One Minute n'est lancé qu'en Australie où le titre s'y place 36e tandis que Don't Waste Your Time n'est lancé que dans certains pays d'Europe, notamment en Allemagne où le titre peine à se faire une place dans le classement et y atteint seulement la 93e position, en Australie, le titre se place dans le top 15 des téléchargements.

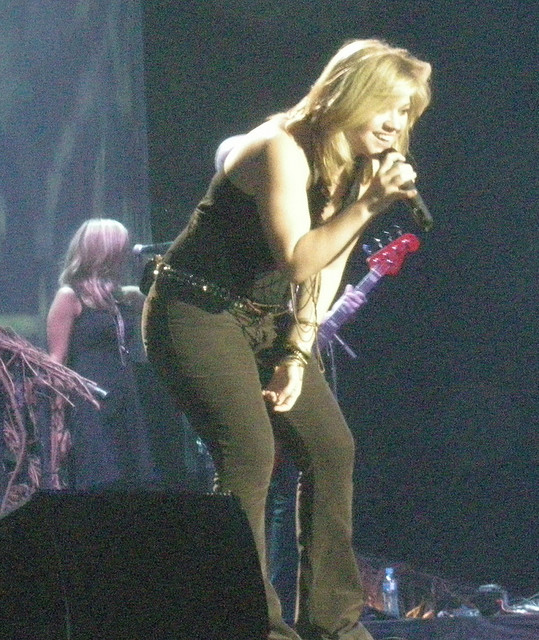
Kelly Clarkson interprétant Since U Been Gone lors de sa tournée My December Tour le 6 avril 2008 au Heineken Music Hall, à Amsterdam.

La promotion des singles de l'album se fait lors d’apparitions dans les émissions Good Morning America et The Tonight Show. Kelly Clarkson réapparait également lors de la 6e saison American Idol le 23 mai 2007 et y chante Never Again et Sgt. Pepper's Lonely Hearts Club Band avec le guitariste d'Aerosmith, Joe Perry pendant un medley des Beatles.
En avril 2007, elle apparaît sur le Idol Gives Back show, visant à recueillir des fonds afin de faire face aux conséquences de l'ouragan Katrina et pour lutter contre la pauvreté, la faim et le sida en Afrique. Cependant, elle entre en conflit avec son label concernant le choix de la chanson qu'elle chantera lors de l’événement. Elle refuse alors de chanter Never Again, considérant ce choix comme de l'auto-promotion à travers un évènement de bienfaisance. Clarkson confie alors au magazine Elle lors d'une interview:

« Mon label voulait que je chante Never Again, et je me suis dit, se promouvoir lors d'un évènement de bienfaisance est plus grossier qu'autre chose. Les gens meurent de faim, et je me retrouve là à chanter une chanson pop devant tout ce monde ? Et croyez-moi, tout le monde voulait que je chante cette chanson. Tout ça parce qu'ils sont blasés et qu'ils n'ont pas d'âme. Imaginez-vous assis dans une salle pleine de gens totalement contre vous. Ils ne peuvent même pas s'entendre parler ? Se faire de l'argent sur le SIDA ? Vous plaisantez ? Insulter tout un public entier ? J'ai tout simplement refusé. »

Le 7 juillet 2007, Kelly participe au concert Live Earth durant lequel elle chantera 5 de ses chansons: Walk Away, How I Feel, Never Again, Sober, et Since U Been Gone. Le 14 juin 2007, Live Nation annonce que la tournée d’été de Kelly est annulée à cause de ventes de billets insuffisantes. Elle sera reprogrammée après la sortie de l’album à partir du 10 octobre 2007 à Verona, et New York entre autres. Dans un même temps, elle est invitée à réinterpréter son single Because of You sur l'opus Reba Duets de la chanteuse Reba McEntire. Pendant l'année 2008, elle fait une tournée accompagnée de Reba McEntire en Amérique, une mini-tournée en Australie ainsi qu'une tournée en Europe. En avril 2008, lors de la visite du pape Benoît XVI aux États-Unis, Kelly Clarkson est invitée par le pape en personne à assister à la messe. Après le discours du pape Benoît XVI, Clarkson a le privilège de chanter l'Ave Marie devant le pape et plus de 25 000 fidèles présents pour l'occasion.
En 2006, Clarkson chante What Hurts The Most avec Rascal Flatts aux Academy of Country Music Awards, elle revient d'ailleurs chanter à la cérémonie en compagnie de Reba McEntire en 2007. Cette performance est la seconde fois où Kelly chante de la country lors d'une importante cérémonie, bien que les genres de cette dernière soient la pop ou le pop rock. Elle interprète également Cigarettes avec The Wreckers durant une de leurs tournées au Texas. Se faisant une place dans la musique country, Reba McEntire, qui rencontra Kelly Clarkson lors de la première saison d'American Idol, propose à cette dernière plusieurs collaborations. Le 16 mai 2007, aux ACM Awards, les deux chanteuses chantent Because of You, le plus gros succès de Clarkson en 2005. Le duo est inclus dans les compilations Reba: Duets et Now That's What I Call Country. À la suite du succès de la version du titre, un clip vidéo est tourné le 20 juin 2007. La chanson vaut aux deux collaboratrices une nomination dans la catégorie « meilleure collaboration country » des Grammy Awards de 2008. En 2008, les deux chanteuses se réunissent lors d'une tournée d'une trentaine de dates nommée 2 Worlds, 2 Voices Tour 2008.

### All I Ever Wantedet retour international (2008–2010)

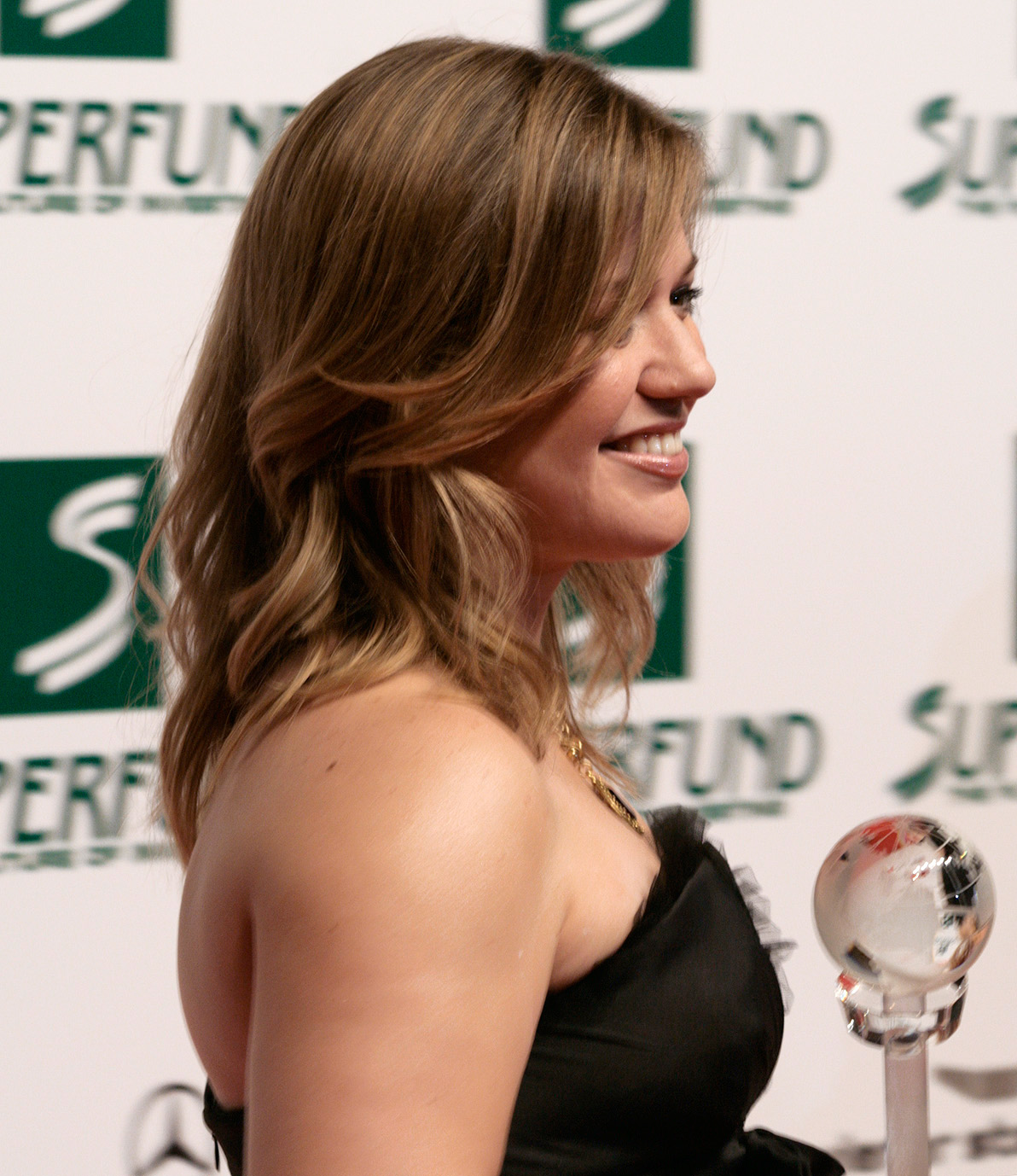
Kelly Clarkson aux Women's World Awards de 2009 à Vienne en Autriche.

De retour en studio, après une période de controverse, Kelly Clarkson commence à enregistrer son quatrième album studio. Pour la production de son album, Clarkson collabora avec Ryan Tedder, DrLuke, Max Martin et Howard Benson. L'opus, intitulé All I Ever Wanted, est sorti le 9 mars 2009 mondialement. Dès sa sortie, l'album lui permet de gagner la première place du Billboard Hot 100 aux États-Unis avec 255 000 exemplaires vendus après une semaine de commercialisation. L'album reste en tête du classement pendant deux semaines consécutives aux États-Unis et se classe numéro 2 au Canada. L'opus se vend à plus de 2 millions d'exemplaires dans le monde, soit moins que My December, malgré un succès plus franc que son prédécesseur dans les charts mondiaux. All I Ever Wanted permet à Kelly d'obtenir une nomination dans la catégorie Best Pop Vocal Album de la 52e édition des Grammy Awards.
Lors de sa première semaine d'exploitation, le premier single de l'album, My Life Would Suck Without You, se place à la 97e place du Billboard Hot 100, pour ensuite faire un bond à la 1re place, établissant le record du plus grand bond vers le sommet du classement dans toute l'histoire de la musique. Le second single, I Do Not Hook Up, coécrit par Katy Perry et envoyé aux radios le 14 avril 2009, entre à la 88e place du Billboard Hot 100 et y grimpa jusqu'à la 20e place. À l'international, le single ne se classe que très rarement dans les charts.

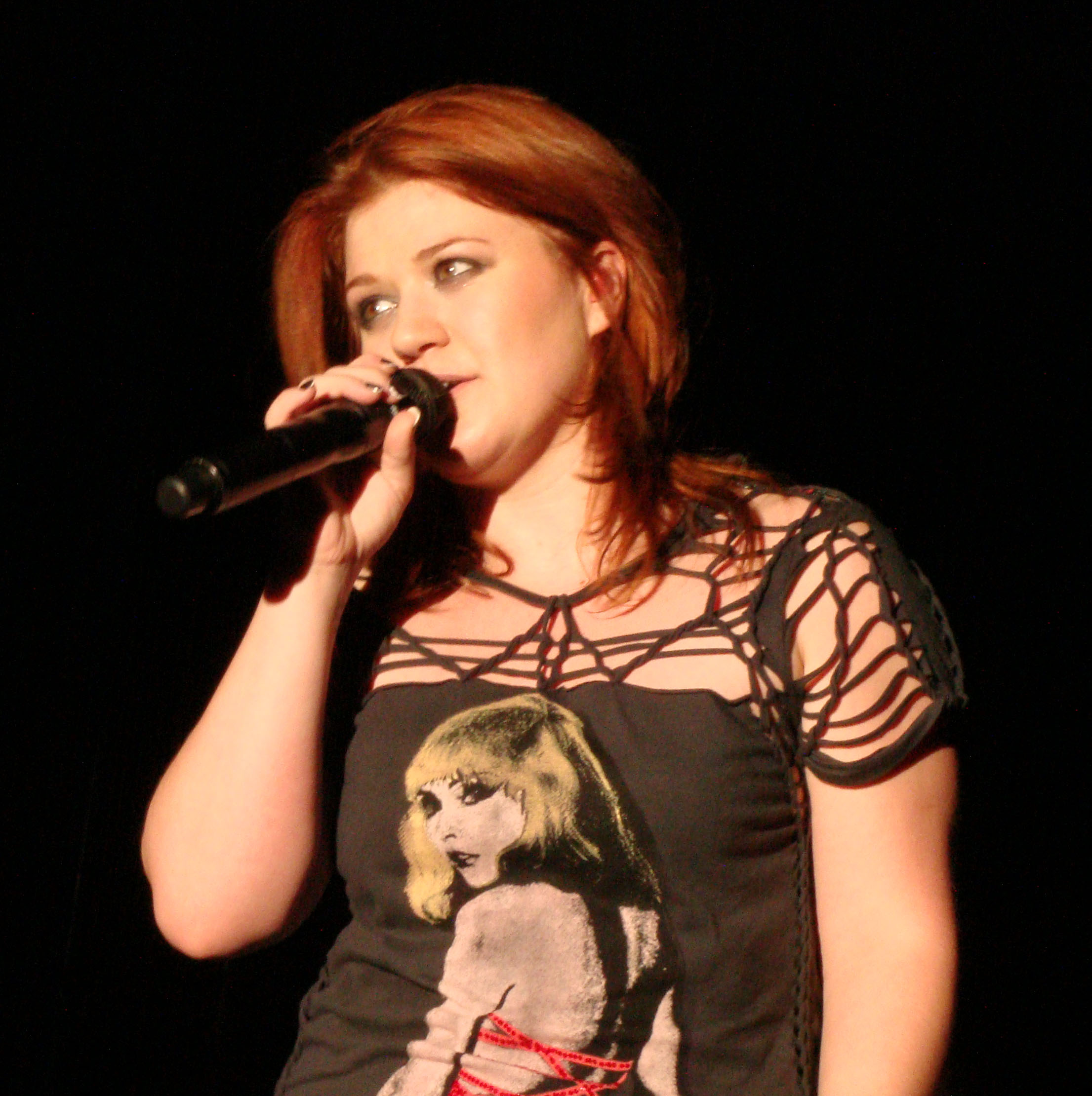
Kelly Clarkson en concert lors de son All I Ever Wanted World Tour en 2010.

Already Gone est confirmé comme le 3e single de l'opus par RCA Records. La chanson est coécrite par Ryan Tedder, chanteur du groupe One Republic et invite alors à la comparaison avec la chanson Halo de Beyoncé Knowles, lancée bien avant Already Gone. Clarkson accuse alors Tedder d'avoir produit deux titres ayant les mêmes sonorités. Le chanteur de One Republic déclarera aux journaux qu'il n'avait jamais eu l'intention de tromper les deux artistes : « Already Gone est une des meilleures chansons que j'ai écrites ou produites depuis Bleeding Love et elle n'a rien à envier à Halo. Ce sont deux chansons tout à fait différentes en termes de concept, de mélodie ou de paroles, et jamais je n'essaierais de tromper une artiste comme Kelly Clarkson ou Beyoncé en enregistrant deux fois la même piste musicale, l'idée est à la fois blessante et absurde. » Après avoir été avertie par les critiques des similitudes entre les deux chansons, Kelly s'oppose à la sortie du single par respect pour Knowles, et décide de lancer Cry en tant que troisième single. Cependant, RCA Records commercialise Already Gone contre la volonté de l'artiste. Malgré la ressemblance des deux singles, la chanson atteint la 13e place du classement américain et y reste classée plus de 30 semaines. Le quatrième single, All I Ever Wanted est envoyé aux radios le 9 mars 2010. La chanson entre à la 99e position du Billboard Hot 100 et s'est finalement classée à la 96e place, avant de sortir du classement après y avoir passé seulement six semaines.
Kelly Clarkson apparaît alors sur de nombreux plateaux télévisés, tels que The Ellen DeGeneres Show, Good Morning America, The View ou encore Late Show with David Letterman pour promouvoir les singles de l'opus. Lors de sa première apparition aux MuchMusic Video Awards, Kelly Clarkson chante My Life Would Suck Without You. Pour le retour des VH1 Divas et aux American Music Awards de 2009, Clarkson chante Already Gone,. Kelly commence son All I Ever Wanted Tour le 2 octobre 2009, la tournée a lieu en Europe, Asie, Australie, Nouvelle-Zélande, Afrique, et se termine le 8 mai 2010 à Macao, région administrative spéciale chinoise. En Indonésie, ses concerts sont sponsorisés par une société de tabac, Djarum, ce qui provoque chez certains fans le mécontentement. Kelly Clarkson déclare sur son blog qu'elle n'avait pas été mise au courant de ce sponsor, et juge qu'il aurait été injuste pour la plupart de ses fans d'annuler les concerts.

### Strongeret premiers EP (2010–2012)

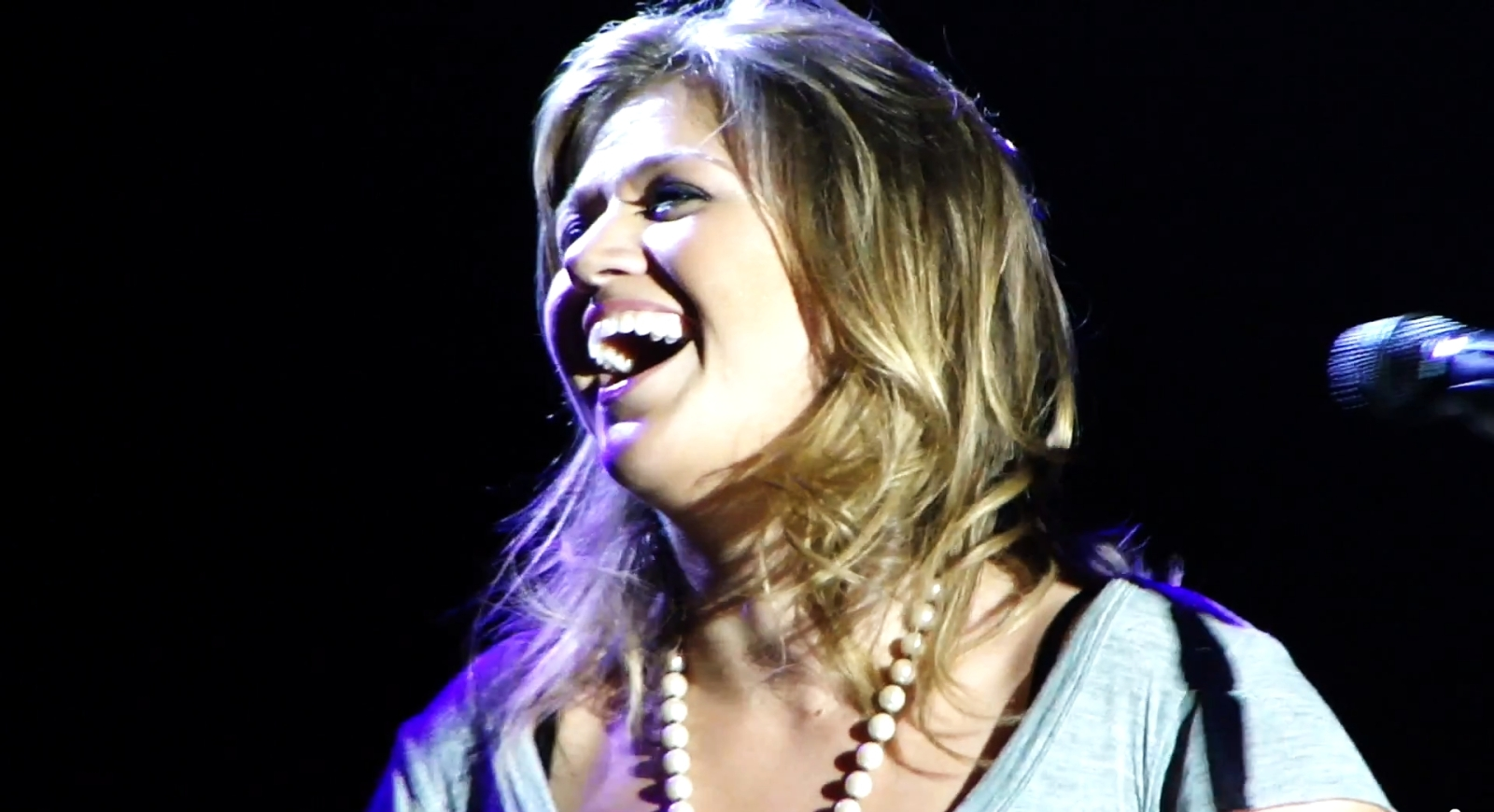
Kelly Clarkson en concert à Grand Sudbury, au Canada, en 2011.

En novembre 2010, Jason Aldean enregistre un duo intitulé Don't You Wanna Stay en collaboration avec Clarkson pour son album My Kinda Party. Le single figure également sur l'édition deluxe de Stronger. Les deux collaborateurs chantent le titre à la cérémonie des CMA Awards le 10 novembre 2010, et sur le plateau d'American Idol le 14 avril 2011. Le single atteint la 31e position du Billboard Hot 100. Le 27 février 2011, la chanson se classe en tête du Hot Country Songs, devenant le premier titre de Clarkson à se hisser en tête de ce classement. Le 17 juillet 2011, le single devient la collaboration country la plus téléchargée aux États-Unis, avec plus de 2 millions de téléchargements. À la suite de ce succès, la collaboration est nommée dans la catégorie « meilleure performance country en duo/groupe » des Grammy Awards de 2012, permettant ainsi à Kelly d'obtenir sa sixième nomination à la cérémonie.
En novembre 2009, Kelly Clarkson déclare lors d'une interview sur MTV.com qu'elle travaille sur son prochain album. Une fois en studio, Kelly annonce qu'elle collabore alors avec Howard Benson et Claude Kelly, les producteurs de son précédent album, All I Ever Wanted, ainsi qu'avec Jason Halbert, Rodney Jerkins, Toby Gad ou encore Darkchild. Le 15 mars, l'artiste publie sur sa page Facebook que la date de lancement de l'opus a été repoussée au mois de septembre par son label, bien qu'il soit prêt à être commercialisé. Rodney Jerkins avoue donc à The Hollywood Reporter qu'il s'agit d'une « décision intelligente » de la part du label, tandis que Claude Kelly confie à MTV news que cet acte va en la faveur de Clarkson. Le 7 septembre 2011, RCA dévoile la pochette officielle de l'album et annonce le changement de la date de sortie de l'opus, datée au 24 octobre 2011.
La commercialisation de l'album est accompagnée par la sortie de la première extended play de Clarkson, The Smoakstack Sessions, sur laquelle figurent des versions alternatives de chansons issues de Stronger et d' All I Ever Wanted. À sa sortie, l'album se classe en seconde position des meilleures ventes d'albums hebdomadaires aux États-Unis avec 163 000 exemplaires vendus dans le pays. L'opus est certifié disque de platine aux États-Unis le 20 septembre 2012, Stronger reçoit également une certification en Nouvelle-Zélande, et une certification platine en Australie, ainsi qu'au Canada,.
Le titre Tell Me a Lie, coécrit par Clarkson et initialement prévu pour la liste des titres de Stronger, apparaît sur le premier album studio du boys band One Direction, intitulé Up All Night. Kelly confie à Capital FM qu'elle est totalement satisfaite de la version du groupe britannique ; « C'est une chanson très mignonne, je l'adore. J'apprécie qu'ils l'aiment comme je le fais. Leur version est vraiment superbe. Je l'ai déjà sur mon ordinateur, je me sens comme une véritable VIP ! ».

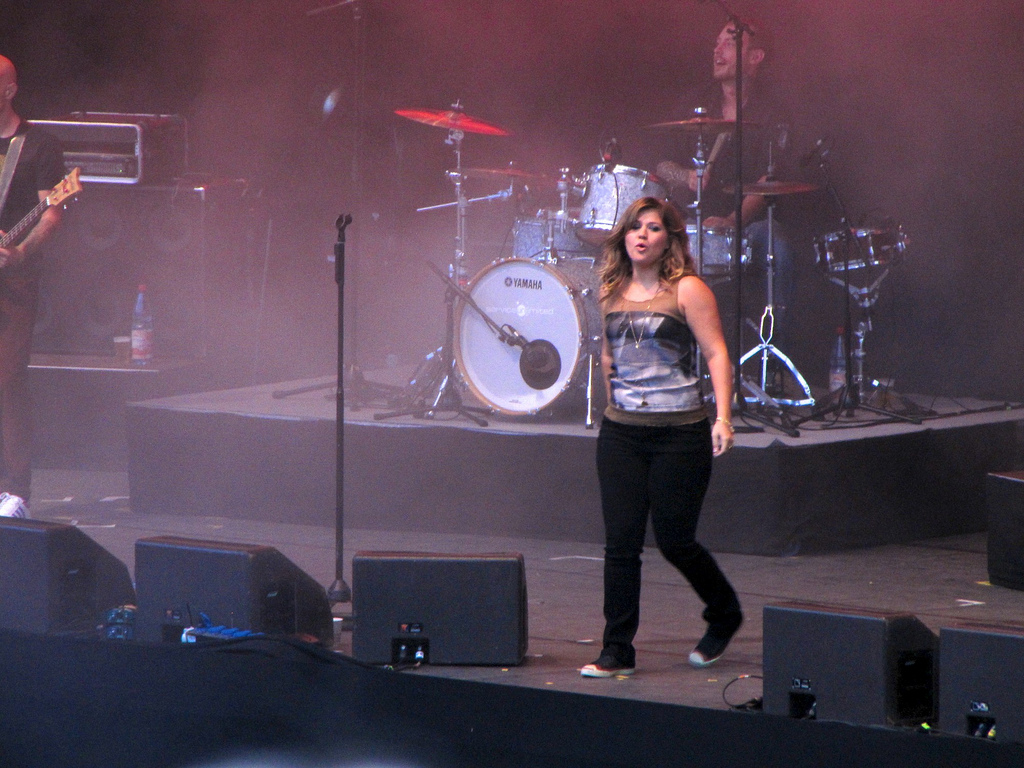
Kelly Clarkson au festival de musique Stars For Free à Berlin en Allemagne, interprétant pour la première fois en live Mr. Know It All, le 9 septembre 2011.

Le premier single de l'album, Mr. Know It All est lancé via le compte Facebook de Kelly Clarkson le 30 août 2011 et est disponible sur iTunes le 5 septembre 2011,. Aux États-Unis, le titre se place en 18e position du Billboard Hot 100 lors de sa première semaine d'exploitation et y grimpe jusqu'à la 10e position après un mois de commercialisation, devenant ainsi le neuvième single de la chanteuse à se classer dans le top 10 du chart américain. Mr. Know It All est le premier single de Clarkson à prendre la tête du classement australien. Le second single, Stronger (What Doesn't Kill You) est lancé le 17 janvier 2012 sur les radios américaines,. Il atteint le sommet du classement américain, devenant ainsi le dixième single de Clarkson à se classer dans le top 10 du Billboard Hot 100, ainsi que son troisième numéro 1 dans le pays, après A Moment Like This et My Life Would Suck Without You. En addition, c'est le second single de Kelly à parvenir à se placer dans le classement français, atteignant la 20e position, une première depuis Because of You qui s'y était classé en 2006. En mars 2012, Kelly annonce que le troisième single est Dark Side.
Le 23 novembre 2011, Clarkson annonce la sortie de sa seconde extended play, intitulée ITunes Session, pour le 23 décembre 2011, l'EP propose huit de ses titres enregistrés en une version acoustique, ainsi qu'une interview. Le premier extrait de cette EP, une reprise de I'll Be Home for Christmas, est mis en vente sur iTunes le 6 décembre 2011,, et se classe à la 93e position des charts américains, devenant la première version de la chanson à se placer dans ce classement. Pour la promotion de l'album, Clarkson chante Mr. Know It All à la finale de la NRL au ANZ Stadium à Sydney accompagnée par plus de 300 danseurs. Elle interprète également le titre lors des American Music Awards de 2011. Lors du retour des VH1 Divas de 2011, Kelly chante Stronger (What Doesn't Kill You), ainsi qu'un medley constitué des titres You Keep Me Hangin' On, Spotlight, et Since U Been Gone en compagnie de Jennifer Hudson et de Mary J. Blige. Kelly est annoncée comme étant une des principaux interprètes de la 54e édition des Grammy Awards qui se déroulent le 12 février 2012 : elle y chante Don't You Wanna Stay aux côtés de Jason Aldean. Clarkson interprète également l'hymne national américain lors du Super Bowl XLVI le 5 février 2012, performance pour laquelle elle reçut des critiques élogieuses de la part de journaux ou de célébrités. Le 20 mai 2012, Clarkson interprète Dark Side lors des Billboard Music Awards,, elle réinterprète également le titre lors d'un medley avec Stronger (What Doesn't Kill You) à l'occasion des MuchMusic Video Awards le 17 juin 2012, faisant ainsi sa seconde apparition à la cérémonie.
Le 13 janvier 2012, Clarkson commence sa tournée mondiale nommée Stronger Tour. 40 dates sont annoncées en Amérique du Nord, les dates internationales n'ont pas encore été communiquées par le label de l'artiste. Lors de la tournée, elle reprend les titres Fuck You ! de Cee Lo Green, I Know You Won't de Carrie Underwood, ou encore Heavy In Your Arms de Florence And The Machine. Le 16 avril 2012, Kelly et le chanteur de The Fray annoncent sur une radio américaine qu'ils partageront la tête d'affiche d'une tournée pour un total de 32 dates aux États-Unis.

### Greatest Hits – Chapter OneetWrapped in Red(2012–2014)

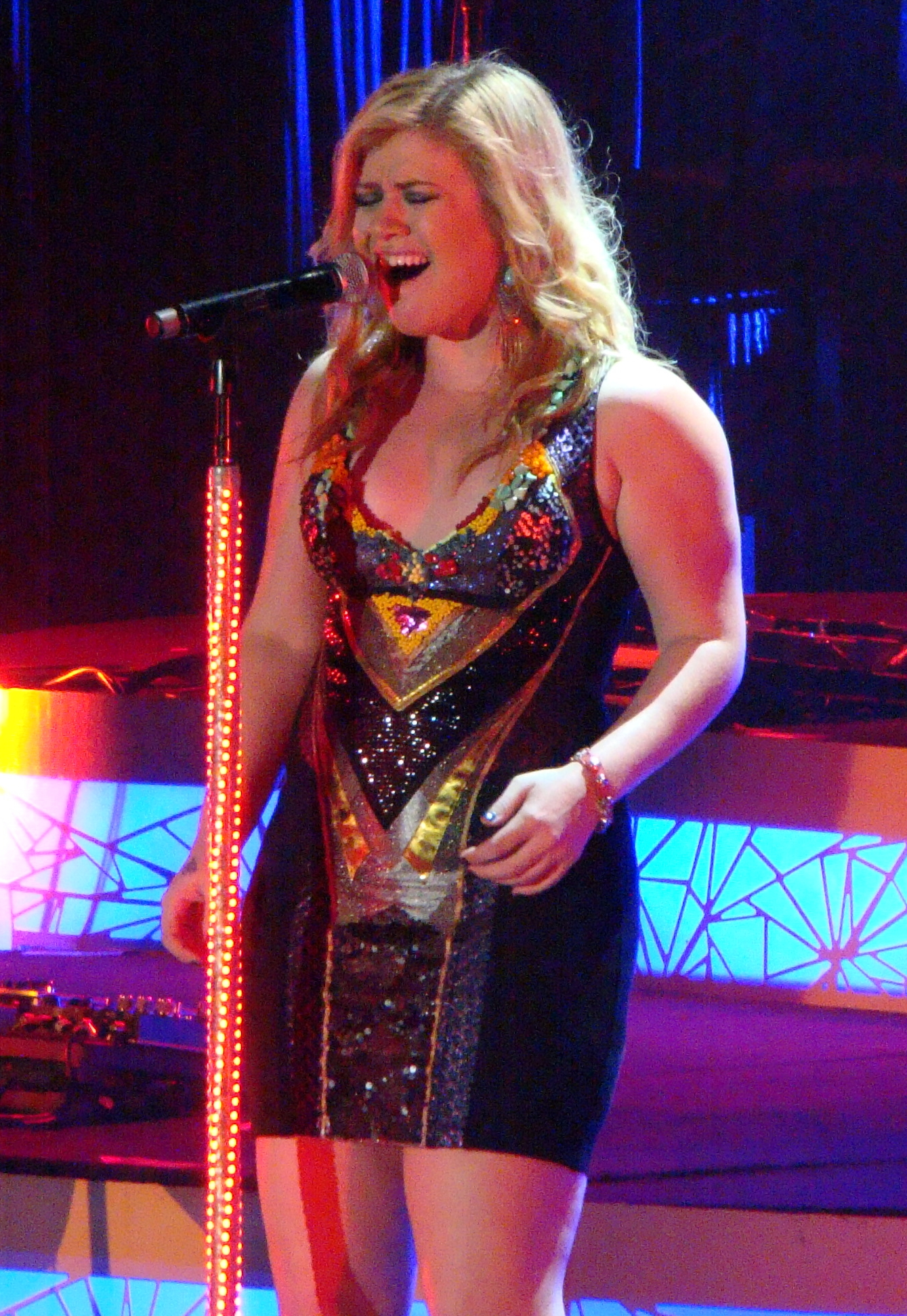
Kelly Clarkson à la tournée Stronger Tour, en 2012.

Le premier florilège des meilleures chansons de Kelly Clarkson, Greatest Hits – Chapter One, est publié le 19 novembre 2012. Catch My Breath, le premier single, est publié en octobre 2012, et culmine à la 19e place sur le Billboard Hot 100. Don't Rush, avec le musicien de country Vince Gill, est également publié en octobre 2012, culminant au numéro 87 sur le Hot 100. Et enfin, People Like Us, le troisième et dernier single, est sorti en avril 2013.
Le 5 février 2013, Clarkson effectue The Star-Spangled Banner au Super Bowl XLVI, acclamé par la critique. Elle est aussi devenue mentor invité pour Blake Shelton sur la deuxième saison américaine de The Voice. Elle publie plus tard un single promotionnel , Get Up (A Cowboys Anthem), pour une utilisation dans la campagne de publicité de Pepsi NFL. La première compilation de Kelly Clarkson Greatest Hits: Chapter One est sorti le 12 novembre 2012. Comme avec la sortie de Stronger, la compilation était accompagnée de son troisième extented play The Smoakstack Sessions Vol. 2. Trois titres inédits apparaissent sur la compilation Catch My Breath le premier single sorti le 10 octobre, Don"t Rush en duo avec Vince Gill et People Like Us sorti en avril 2013. Don't Rush est nommé dans la catégorie « meilleure performance de country duo/groupe » pour les Grammy Awards en 2014. Greatest Hits: Chapter One est certifié disque d'or aux États-Unis.
En avril 2013, Clarkson révèle qu'elle était au milieu de l'enregistrement de son premier album de Noël, intitulé Wrapped in Red, et plus tard elle annonce sa date de sortie le 29 octobre 2013. Elle a également publié un non - album single, Tie It Up le 25 juin 2013. Elle participe à la 12e édition de la tournée Honda Civic Tour en 2013 aux côtés du groupe Maroon 5. Son album Wrapped in Red est un succès et atteint la troisième place du Billboard200. Le 5 décembre, l'album est certifié disque de platine par la RIAA.

### Piece by Piece(2015–2016)
Début janvier, Kelly Clarkson dévoile le premier single de son septième album studio intitulé Heartbeat Song. Le titre se classe 19e au Billboard Hot 100 et est certifié disque de platine par la RIAA. L'album Piece By Piece sort le 3 mars 2015 chez RCA Records ; il recoit de bonne critique de la part de la presse. Il s'agit d'un album pop de quinze titres qui satisfait pleinement les critiques. L'album se classe en tête du Billboard 200 avec 90 000 copies vendues la première semaine. Cependant l'album descend rapidement dans le classement. Fin avril, l'album compte 180 000 exemplaires vendus aux États-Unis.
Le deuxième single, Invincible (en collaboration avec Sia) est publié en mai 2015. Kelly interprete notamment le titre lors des Billboard Music Award. Dès le mois de juillet, Kelly entame sa nouvelle tournée à travers les États-Unis le Piece By Piece Tour qui s'étend jusqu'en octobre 2015. Le troisième single Piece By Piece est publié en novembre 2015 mais il n'obtient pas le succès des précédents. Cependant après sa préstation du 26 février sur le plateau de l'émission American Idol le titre connaît une importante remontée dans les charts et se classe notamment premier des téléchargements sur iTunes. L'album est par la même occasion certifié disque d'or par la RIAA pour 500 000 exemplaires vendus.
Kelly est nommée à deux reprises aux Grammy Awards dans les catégories Meilleur album pop vocal et Meilleure performance pop solo mais perd face à Taylor Swift. Le 4 mars 2016 est publié l'album Piece By Piece Remixed proposant huit des titres de l'album remixés et deux en live dont Piece By Piece.

### Meaning Of Lifeet début de l'ère soul (depuis 2017)
Via une série de vidéos sur Facebook, Kelly Clarkson annonce en juin 2016 qu'elle signe avec le label Atlantic Records, maintenant que son contrat avec RCA Records est arrivé à terme.
À partir du 3 septembre 2017, la chanteuse commence à partager des vidéos teaser de ses nouveaux singles : Love So Soft et Move You prévus pour le 7 septembre,. Un compte à rebours est aussi lancé sur le site internet de Kelly. La veille de la sortie des deux chansons, elle et son équipe organisent une vidéo en direct sur YouTube dans laquelle elle annonce le titre de son futur album et sa date de sortie : Meaning Of Life, prévue pour le 27 octobre 2017. Elle y chante a capella des extraits des deux singles. Le 7 septembre au matin sortent donc son premier single Love So Soft (et le clip vidéo), ainsi que Move You ; et l'album est désormais disponible en précommande. "C'est l'ère de la diva. La musique pop était un gâchis, elle va apporter la soul." tweete son directeur artistique Matthew Daniel Siskin.

## Style musical

### Voix
Elle possède l'étendue vocale d'une soprano, ; voix décrite comme « dynamique » et « robuste ». Ses aptitudes vocales ont suscité des  éloges de la part des critiques musicaux et des célébrités. Lors d'une interview sur le plateau de Good Morning America, Simon Cowell, ancien juré d' American Idol, déclare que, parmi les six premiers candidats de l'émission, Clarkson possédait, « de loin », la meilleure voix des candidats, notant qu'elle était « là-haut » aux côtés d'autres chanteuses, telles que Céline Dion.
Jon Caramanica, critique musical du New York Times trouve que la voix de Kelly est « trop forte, trop violente » pour des mélodies calmes et douces, notant qu'elle est « sur un pied d'égalité avec Taylor Swift lorsqu'il s'agit du thème de la vengeance, mais en faisant encore plus fort et brutal en comparaison à cette dernière ». Dr Luke, producteur de disques qui travailla avec Kelly à plusieurs reprises trouve que la chanteuse possède « une voix puissante » et des cordes vocales aux qualités d'un Lance Armstrong. Le magazine Esquire nomme Kelly « la meilleure voix de l'histoire de la musique pop » en 2010.

### Influences
Kelly cite souvent des artistes de la soul tels que Aretha Franklin, Whitney Houston, Mariah Carey, Madonna, Etta James, ou encore des chanteurs, groupes et musiciens de rock comme Radiohead, Garbage, Aerosmith et Jimi Hendrix, comme étant ses principales inspirations. Sur le plateau d'American Idol, ses interprétations de At Last d'Etta James ou de (You Make Me Feel Like) A Natural Woman d'Aretha Franklin attirent l'attention et génèrent les louanges des juges, du public, et des critiques professionnelles. Kelly ajoute également Annie Lennox et Tina Turner à ses inspirations.
C'est à l'âge de huit ans qu'elle est pour la première fois intéressée par le chant en se rendant à une église Afro-américaine à Fort Worth, aux États-Unis ; « Peu importe ce que c'était, je voulais à tout prix ressentir ce qu'ils ressentaient », déclare la chanteuse lors d'une interview.

## Vie privée

### Vie amoureuse
Alors que sa famille se sépare, Kelly Clarkson écrit le titre Because of You ; le divorce de ses parents la marqua pendant de longues années, et c'est donc l'image d'une femme détachée et forte qu'elle fait apparaître dans ses textes. Ainsi, la presse la critique pour ne pas être ouverte aux relations et ne voir que le mal dans les hommes.
En février 2012, Kelly Clarkson officialise son couple avec Brandon Blackstock (né le 16 décembre 1976), le fils de son manager et beau-fils de Reba McEntire,. Le couple se fiance en décembre 2012, et se marie le 20 octobre 2013 dans le Tennessee. Kelly Clarkson devient la belle-mère des deux enfants de son mari, Savannah (née en 2002) et Seth (né en 2006),. Le couple a ensuite deux enfants : River Rose (née le 12 juin 2014) et Remington Alexander (né le 12 avril 2016). Début juin 2020, Kelly Clarkson annonce être séparée de son mari, et avoir officiellement demandé le divorce. Le divorce est prononcé en mars 2022.

### Politique
Le 29 décembre 2011, Clarkson annonce qu'elle encourage la candidature à l'élection présidentielle américaine de 2012 du républicain Ron Paul, postant sur son twitter « J'aime Ron Paul. Je l'ai beaucoup apprécié lors de la dernière proposition de candidature des républicains et personne ne lui a donné sa chance. S'il gagne la nomination pour le Parti républicain en 2012, il a mon vote. Dommage car cela ne se produira probablement pas ». En réaction, de nombreux fans déclarent que la chanteuse est « raciste » ou encore « homophobe », termes utilisés pour critiquer Ron Paul lors de sa candidature à la présidentielle américaine en 2008. Kelly s'explique plus tard en publiant sur son Twitter : « Je suis vraiment désolée si j'ai offensé quelqu'un. Manifestement, ce n'était pas mon intention. Je ne supporte pas le racisme. J'encourage les droits des homosexuels, hétérosexuels, des femmes, des hommes, des Blancs, Noirs, Violets, Oranges. J'aime Ron Paul parce qu'il croit moins en l'État pour laisser les gens (nous tous) prendre les décisions et modeler notre pays. C'est tout. Parmi tous les candidats républicains, il est mon préféré. »
Pour conséquences, Fox News déclare que Clarkson a sans doute perdu de nombreux fans en raison de ses opinions politiques, mais qu'elle en a en revanche gagné bien plus, si bien que les ventes de son album Stronger ont été multipliées par deux sur iTunes et ont augmenté de 442 % en quelques heures sur Amazon.com,. Cependant, selon une étude du magazine Billboard, cette hausse des ventes n'était pas due aux déclarations politiques de Clarkson mais à un prix de vente réduit pour son album sur internet pendant la période des fêtes de Noël.

### Engagement humanitaire
Kelly Clarkson est actuellement ambassadrice de la March of Dimes, participant éventuellement à la March for Babies organisée par l'association et aux autres manifestations. March Of Dimes lutte contre la mortalité infantile et les problèmes liés à la naissance en levant des fonds par dons. Elle est d'autre part impliquée dans l'association humanitaire Houses of Hope qui vise à créer des logements ou orphelinats et à s'occuper d'enfants atteints du SIDA en Afrique du Sud ; Kelly s'y rendra d'ailleurs pour rencontrer les enfants de l'association, participant au concert A Night For Hope durant lequel elle chante You Still Won't Know What It's Like, une chanson écrite pour l'occasion avec ses choristes. La chanteuse supporte également de nombreuses organisations telles que Save the Children, le Fonds des Nations unies pour l'enfance, Do Something, et Save The Music Fondation,.
Kelly possède un ranch au Texas où elle accueille de nombreux animaux abandonnés, tels que des chèvres amputées, des chiens aveugles, ou des chevaux atteints par la colique. Au total, ce sont plus de 80 animaux que la chanteuse héberge : elle contribue à leur fournir des soins vétérinaires et leur trouve une famille adoptive.

### Autres
Elle est végétarienne.
En novembre 2017, son nom apparaît parmi d'autres personnalités de la chanson, dans les révélations des Paradise Papers.
En octobre 2019, Clarkson a déclaré qu'elle gérait une maladie auto-immune et une maladie de la thyroïde depuis 2006.

## Discographie
La discographie de Kelly Clarkson se constitue de six albums studio, un extended play, deux albums vidéo, dix-neuf singles, trois collaborations et vingt clips vidéo. Au cours de sa carrière, Clarkson compte un total de 36 millions de singles et 23 millions d'albums vendus à travers le monde, dont 11,646 millions d'albums et 24,1 millions de singles écoulés aux États-Unis en juillet 2012.
Son premier album, Thankful, est lancé en 2003 et se classe en tête du Billboard 200 aux États-Unis lors de sa sortie, se vendant ainsi à plus de 2 millions d'exemplaires dans le pays et 4,5 millions d'exemplaires à l'échelle mondiale à ce jour. Dans la foulée de ce succès, RCA commercialise le second album de l'artiste en 2004. En 2007, son troisième album, My December voit le jour, créant à sa sortie un conflit avec le label. Deux ans plus tard, Kelly lance son quatrième album, All I Ever Wanted qui est récompensé par une certification disque de platine au Canada, en Australie et en Corée du Sud ainsi que d'une certification or au Royaume-Uni. En 2011, Kelly commercialise son cinquième album, nommé Stronger.
Au cours de sa carrière, dix titres de Clarkson se sont hissés dans le top 10 du Billboard Hot 100 aux États-Unis, avec un total de trois singles en pole position du classement américain. Deux d'entre eux ont d'ailleurs établit le record du plus grand bond vers le sommet du classement, avec A Moment Like This en 2002 et My Life Would Suck Without You en 2009, record toujours maintenu par ce dernier titre. My Life Would Suck Without You est la meilleure vente de la chanteuse dans son pays natal, ainsi qu'au Canada et au Royaume-Uni. Cependant, ses singles Since U Been Gone en 2004, et Because of You en 2005 demeurent ses plus gros succès à l'échelle mondiale, l'un restant dans les charts pour plus de cinq ans, l'autre se vendant à plus de 7 millions d'exemplaires à travers le monde. En 2011, sa collaboration avec Jason Aldean nommée Don't You Wanna Stay est le duo country le plus téléchargé dans l'histoire de la musique aux États-Unis.

### Albums studio
- 2003 : Thankful| 1.    | The Trouble With Love Is              | Kelly Clarkson, Evan Rogers, Carl Stuken                         | 3:42 |
| 2.    | Miss Independent                      | Christina Aguilera, Rhett Lawrence, Matt Moris                   | 3:35 |
| 3.    | Low                                   | Jimmy Harry                                                      | 3:28 |
| 4.    | Some Kind Of Miracle                  | Diane Warren                                                     | 3:39 |
| 5.    | What's Up Lonely                      | Evan Rogers, Stephanie Saraco, Carl Struken                      | 4:09 |
| 6.    | Just Missed The Train                 | Danielle Brisebois, Scott Cutler                                 | 4:12 |
| 7.    | Beautiful Disaster                    | Rebekah Jordan, Matthew Wilder                                   | 4:12 |
| 8.    | You Thought Wrong                     | Clarkson, Babyface, Tamyra Gray, Harvey Mason, Jr., Damon Thomas | 3:51 |
| 9.    | Thankful                              | Clarkson,Babyface, Harvey Mason, Damon Thomas                    | 3:09 |
| 10.   | Anytime                               | Louis Biancaniello, Sam Watters                                  | 4:08 |
| 11.   | A Moment Like This                    | Jörgen Elofsson, John Reid                                       | 3:48 |
| 12.   | Before Your Love                      | Desmond Child, Cathy Dennis                                      | 3:59 |
| 13.   | You Make Me Feel Like A Natural Woman | Carole King, Gerald Wexler, Gerry Goffin                         | 2:36 |
| 45:48 |                                       |                                                                  |      |
- 2004 : Breakaway| 1.    | Breakaway                    | Avril Lavigne, Matthew Gerrard, Bridget Benante          | 3:57 |
| 2.    | Since U Been Gone            | Dr Luke, Max Martin                                      | 3:08 |
| 3.    | Behind These Hazel Eyes      | Kelly Clarkson, DrLuke, Max Martin                       | 3:18 |
| 4.    | Because of You               | Clarkson, David Hodges, Ben Moody                        | 3:39 |
| 5.    | Gone                         | Kara DioGuardi, John Shanks                              | 3:27 |
| 6.    | Addicted                     | Clarkson, David Hodges, Ben Moody                        | 2:57 |
| 7.    | Where Is Your Heart          | Clarkson, Chantal Kreviazuk, Kara DioGuardi              | 4:39 |
| 8.    | Walk Away                    | Clarkson, Kara DioGuardi, Chantal Kreviazuk, Raine Maida | 3:08 |
| 9.    | You Found Me                 | Kara DioGuardi, John Shanks                              | 3:39 |
| 10.   | I Hate Myself For Losing You | Kara DioGuardi, Jimmy Harry, Sheppard Solomon            | 3:20 |
| 11.   | Hear Me                      | Clarkson, Kara DioGuardi, Clif Magness                   | 3:56 |
| 12.   | Beautiful Disaster (Live)    | Rebekah Jordan, Matthew Wilder                           | 4:34 |
| 44:45 |                              |                                                          |      |
- 2007 : My December| 1.    | Never Again                     | Kelly Clarkson, Jimmy Messer                             | 3:37 |
| 2.    | One Minute                      | Clarkson, Kara DioGuardi, Chantal Kreviazuk, Raine Maida | 3:05 |
| 3.    | Hole                            | Clarkson, Messer, Dwight Baker                           | 3:02 |
| 4.    | Sober                           | Clarkson, Aben Eubanks, Calamity McEntire, Messer        | 4:52 |
| 5.    | Don't Waste Your Time           | Clarkson, Messer, Malcolm Pardon, Fredrik Rinman         | 3:36 |
| 6.    | Judas                           | Clarkson, Messer, Baker, David Kahne                     | 3:37 |
| 7.    | Haunted                         | Clarkson, Messer, Jason Halbert                          | 3:19 |
| 8.    | Be Still                        | Clarkson, Eubanks                                        | 3:25 |
| 9.    | Maybe                           | Clarkson, Messer, Eubanks                                | 4:23 |
| 10.   | How I Feel                      | Clarkson, Messer, Baker, Kahne                           | 3:41 |
| 11.   | Yeah                            | Clarkson, Messer, Pardon, Rinman                         | 2:43 |
| 12.   | Can I Have a Kiss               | Clarkson, Messer, Baker                                  | 3:32 |
| 13.   | Irvine et Chivas (piste cachée) | Clarkson, Eubanks                                        | 8:48 |
| 51:39 |                                 |                                                          |      |
- 2009 : All I Ever Wanted| 1.    | My Life Would Suck Without You | Luke Gottwald, Claude Kelly, Max Martin        | 3:33 |
| 2.    | I Do Not Hook Up               | Katy Perry, Kara DioGuardi, Greg Wells         | 3:22 |
| 3.    | Cry                            | Kelly Clarkson, Jason Halbert, Mark Townsend   | 3:34 |
| 4.    | Don't Let Me Stop You          | Andreas Romdhane, Josef Larossi, Kelly         | 3:20 |
| 5.    | All I Ever Wanted              | Sam Watters, Louis Biancaniello, Dameon Aranda | 3:59 |
| 6.    | Already Gone                   | Clarkson, Ryan Tedder                          | 4:41 |
| 7.    | If I Can't Have You            | Clarkson, Tedder                               | 3:39 |
| 8.    | Save You                       | Tedder, Aimée Proal                            | 4:03 |
| 9.    | Whyyawannabringmedown          | Watters, Biancaniello, Aranda                  | 2:42 |
| 10.   | Long Shot                      | Perry, Glen Ballard, Matt Thiessen             | 3:36 |
| 11.   | Impossible                     | Clarkson, Tedder                               | 3:23 |
| 12.   | Ready                          | Clarkson, Halbert, Aben Eubanks                | 3:05 |
| 13.   | I Want You                     | Clarkson, Joakim Åhlund                        | 3:31 |
| 14.   | If No One Will Listen          | Keri Noble                                     | 4:03 |
| 50:28 |                                |                                                |      |
- 2011 : Stronger| 1.    | Mr. Know It All                  | Brian Seals, Ester Dean, Brett James, Dante Jones        | 3:53 |
| 2.    | Stronger (What Doesn't Kill You) | Jörgen Elofsson, Ali Tamposi, David Gamson, Greg Kurstin | 3:42 |
| 3.    | Dark Side                        | busbee, Alex G.                                          | 3:45 |
| 4.    | Honestly                         | Tom Shapiro, Robert Marvin, Catt Gravitt                 | 3:36 |
| 5.    | You Love Me                      | Kelly Clarkson, Josh Abraham, Oliver                     | 4:04 |
| 6.    | Einstein                         | Clarkson, Toby Gad, Bridget Kelly, James Fauntleroy II   | 2:59 |
| 7.    | Standing in Front of You         | Clarkson, Aben Eubanks                                   | 3:59 |
| 8.    | I Forgive You                    | Rodney Jerkins, Andre Lindal, Lauren Christy             | 3:04 |
| 9.    | Hello                            | Clarkson, Abraham, Goldstein, Bonnie McKee               | 3:00 |
| 10.   | The War Is Over                  | Gad, Olivia Waite                                        | 3:57 |
| 11.   | Let Me Down                      | Clarkson, Chris DeStefano                                | 3:24 |
| 12.   | You Can't Win                    | Clarkson, Abraham, Goldstein, Felix Bloxsom              | 4:20 |
| 13.   | Breaking Your Own Heart          | Jennifer Hanson, Michael Logen                           | 3:49 |
| 47:25 |                                  |                                                          |      |

### EP
- 2011 : The Smoakstack Sessions| 1.    | Hello                    | Clarkson, McKee, Abraham, Goldstein | 3:06 |
| 2.    | The War is Over          | Gad, Franc                          | 3:58 |
| 3.    | You Love Me              | Clarkson, Halbert                   | 4:05 |
| 4.    | The Sun Will Rise        | Jacobs, Danelle Leverett            | 3:20 |
| 5.    | If I Can't Have You      | Clarkson, Ryan Tedder               | 3:40 |
| 6.    | I Can't Make You Love Me | Mike Reid, Allen Shamblin           | 3:57 |
| 22:09 |                          |                                     |      |
- 2011 : iTunes Session| 1.    | Mr. Know It All                  | Brian Seals, Ester Dean, Brett James, Dante Jones             | 3:33  |
| 2.    | Stronger (What Doesn't Kill You) | Jörgen Elofsson, Ali Tamposi, David Gamson, Greg Kurstin      | 3:24  |
| 3.    | You Can't Win                    | Kelly Clarkson, Josh Abraham, Oliver Goldstein, Felix Bloxsom | 3:50  |
| 4.    | Never Again                      | Clarkson, Jimmy Messer                                        | 4:03  |
| 5.    | Since U Been Gone                | Max Martin, Luke Gottwald                                     | 3:10  |
| 6.    | Why Don't You Try                | Eric Hutchinson                                               | 4:15  |
| 7.    | My Life Would Suck Without You   | Martin, Gottwald, Claude Kelly                                | 3:08  |
| 8.    | I'll Be Home For Christmas       | Walter Kent, Buck Ram                                         | 2:53  |
| 9.    | Interview                        |                                                               | 35:17 |
| 63:33 |                                  |                                                               |       |

### Sorties vidéos
- 2003 : Miss Independent| No  | Titre                                                                            | Durée |
| --- | -------------------------------------------------------------------------------- | ----- |
| 1.  | A Moment Like This (Finale d'American Idol)                                      | 3:40  |
| 2.  | Miss Independent (Total Request Live)                                            | 3:33  |
| 3.  | Miss Independent (Craig Kilborn)                                                 | 3:32  |
| 4.  | Some Kind Of Miracle (Summer Music Mania)                                        | 2:35  |
| 5.  | Low (Teen Choice Awards)                                                         | 3:22  |
| 6.  | Respect (de la tournée American Idols LIVE! à Washington D.C., en 2002)          | 2:21  |
| 7.  | Natural Woman (de la tournée American Idols LIVE! à Atlanta, en 2002)            | 2:36  |
| 8.  | Before Your Love (de la tournée American Idols LIVE! à Washington D.C., en 2002) | 3:59  |
| 9.  | A Moment Like This (clip vidéo)                                                  | 3:46  |
| 10. | Before Your Love (clip vidéo)                                                    | 3:53  |
| 11. | Miss Independent (clip vidéo)                                                    | 3:33  |
| 12. | Low (clip vidéo)                                                                 | 3:29  |
| 13. | Low (tournage du clip vidéo)                                                     | 8:01  |
| 14. | Low (Photo shoot)                                                                | 1:47  |
- 2005 : Behind Hazel Eyes| No | Titre                                                          | Durée |
| -- | -------------------------------------------------------------- | ----- |
| 1. | Documentaire                                                   |       |
| 2. | Breakaway (tournage du clip vidéo)                             |       |
| 3. | Première mondiale du film Princess Diaries 2: Royal Engagement |       |
| 4. | Documentaire                                                   |       |

## Carrière cinématographique
Peu après avoir gagné la première saison d'American Idol, Kelly tourne le film From Justin to Kelly (en 2003) avec Justin Guarini. Le scénario, basé sur l'émission de télé-crochet, est écrit par Kim Fuller, le frère de Simon Fuller. Mal accueilli par la critique, le film rencontre un succès modéré et ne rapporte que 5 millions de dollars au Box Office Nord-américain, soit la moitié de son budget d'origine. Kelly déclare plus tard dans une interview qu'elle n'a pas apprécié le scénario du film et cite des obligations contractuelles comme unique raison à son engagement dans ce film ; confiant notamment dans des interviews : « J’ai su en lisant le scénario que ça allait être vraiment mauvais, mais quand j'ai gagné American Idol, j'ai signé ce morceau de papier et je ne pouvais pas refuser de participer à ce projet »,,.
Quelques années plus tard, Kelly Clarkson joue Brenda Lee dans le téléfilm Mes plus belles années et est apparue dans la sitcom de Reba McEntire, Reba.
Kelly occupe le rôle de mentor des candidats de Blake Shelton dans la seconde saison de l'émission télé-crochet The Voice, en 2012. Ainsi, Clarkson devient la seule artiste issue d'un télé-crochet à apparaître sur American Idol, The X Factor et The Voice.
La même année, Clarkson est l'une des quatre juges de la nouvelle émission de télé-crochet Duets, aux côtés de John Legend, Robin Thicke ou encore Jennifer Nettles, la chanteuse de Sugarland,. Le premier épisode de l'émission sera diffusé sur ABC le 24 mai 2012 aux États-Unis.

### Filmographie
| Année | Titre                                            | Rôle                                       | Épisode                                                  |
| ----- | ------------------------------------------------ | ------------------------------------------ | -------------------------------------------------------- |
| 2002  | Sabrina, l'apprentie sorcière                    | Apparition en tant qu'extra                | Saison 6, épisode 20 Le défilé de mode                   |
| 2002  | That '80s Show                                   | Apparition en tant qu'extra                | Saison 1, épisode 2 La Saint-Valentin                    |
| 2002  | Issues 101                                       | Crystal                                    | Long métrage                                             |
| 2002  | MADtv                                            | Elle-même                                  | Saison 8, épisode 1                                      |
| 2003  | From Justin to Kelly                             | Kelly Taylor                               | Long métrage                                             |
| 2003  | Mes plus belles années                           | Brenda Lee                                 | Saison 2, épisode 1 La Punition                          |
| 2004  | Mes plus belles années                           | Brenda Lee                                 | Saison 3, épisode 9 Joie et réconfort                    |
| 2004  | Les Rois du Texas                                | Elle-même                                  | Stressed For Success                                     |
| 2005  | Saturday Night Live                              | Elle-même / Invité musical                 | Saison 30 (Hôte - Jason Bateman)                         |
| 2005  | Damage Control                                   | Elle-même                                  | Saison 1, épisode 1                                      |
| 2005  | Canadian Idol                                    | Coach invité                               | Saison 5                                                 |
| 2007  | Reba                                             | Kelly                                      | As We Forgive Those                                      |
| 2009  | Saturday Night Live                              | Elle-même / Invité musical                 | Saison 34 (Hôte - Tracy Morgan)                          |
| 2009  | X Factor (Pays-Bas)                              | Coach invité                               | Saison 2                                                 |
| 2010  | Superstar K                                      | Juge invité                                | Superstar K2                                             |
| 2011  | Phinéas et Ferb                                  | Elle-même                                  | Saison 3, épisode 27 A Phineas and Ferb Family Christmas |
| 2012  | Saturday Night Live                              | Elle-même / Invité musical                 | Saison 37 (Hôte - Charles Barkely)                       |
| 2012  | The Voice                                        | Mentor pour les candidats de Blake Shelton | Saison 2                                                 |
| 2012  | Duets                                            | Coach                                      | Saison 1                                                 |
| 2012  | Blake Shelton's Not So Family Christmas          | Elle-même                                  | Émission spéciale de Noël                                |
| 2013  | The Crazy Ones                                   | Elle-même                                  | Saison 1                                                 |
| 2013  | Who Do You Think You Are?                        | Elle-même                                  | Série documentaire; saison 4, épisode 1                  |
| 2013  | Kelly Clarkson's Cautionary Christmas Music Tale | Elle-même                                  | Émission spéciale de Noël                                |
| 2014  | Nashville                                        | Elle-même                                  | Saison 2, épisode 11                                     |
| 2015  | American Idol                                    | Juge invité / Invité musical               | Saison 14                                                |
| 2015  | Josh Groban : Stages Live                        | Invité musical                             | Émission spéciale de la PBS                              |
| 2016  | American Idol                                    | Juge invité / Invité musical               | Saison 15                                                |
| 2017  | L'Étoile de Noël (film, 2017)                    | Leah, la jument                            | Film d'animation                                         |
| 2018  | The Voice                                        | Coach                                      | Saison 14                                                |
| 2019  | UglyDolls                                        | Moxy                                       | Film d'animation                                         |
| 2019  | The Morning Show                                 | Elle-même                                  | Saison 1, épisode 4                                      |

2023 série the Rookie : Le flic de Los Angeles saison 5, épisode 12

## Récompenses et nominations
Kelly Clarkson a remporté de nombreux prix au cours de sa carrière. Parmi ces derniers, on distingue en particulier:
- 3 Grammy Awards
- 12 Billboard Music Awards
- 3 MTV Video Music Awards
- 4 American Music Awards

### Grammy Awards
| Année | Travail nommé                            | Catégorie                                          | Résultat   |
| ----- | ---------------------------------------- | -------------------------------------------------- | ---------- |
| 2004  | Miss Independent                         | Grammy Award de la meilleure chanteuse pop         | Nomination |
| 2006  | Since U Been Gone                        | Grammy Award de la meilleure chanteuse pop         | Lauréat    |
| 2006  | Breakaway                                | Grammy Award du meilleur album pop                 | Lauréat    |
| 2008  | Because of You (avec Reba McEntire)      | Grammy Award de la meilleure collaboration country | Nomination |
| 2010  | All I Ever Wanted                        | Grammy Award du meilleur album pop                 | Nomination |
| 2012  | Don't You Wanna Stay (avec Jason Aldean) | Grammy Award du meilleur duo ou groupe country     | Nomination |
| 2013  | Stronger                                 | Grammy Award du meilleur album pop                 | Lauréat    |
| 2013  | Stronger (What Doesn't Kill You)         | Grammy Award du disque de l'année                  | Nomination |
| 2013  | Stronger (What Doesn't Kill You)         | Grammy Award de la meilleure performance pop       | Nomination |

## Tournées

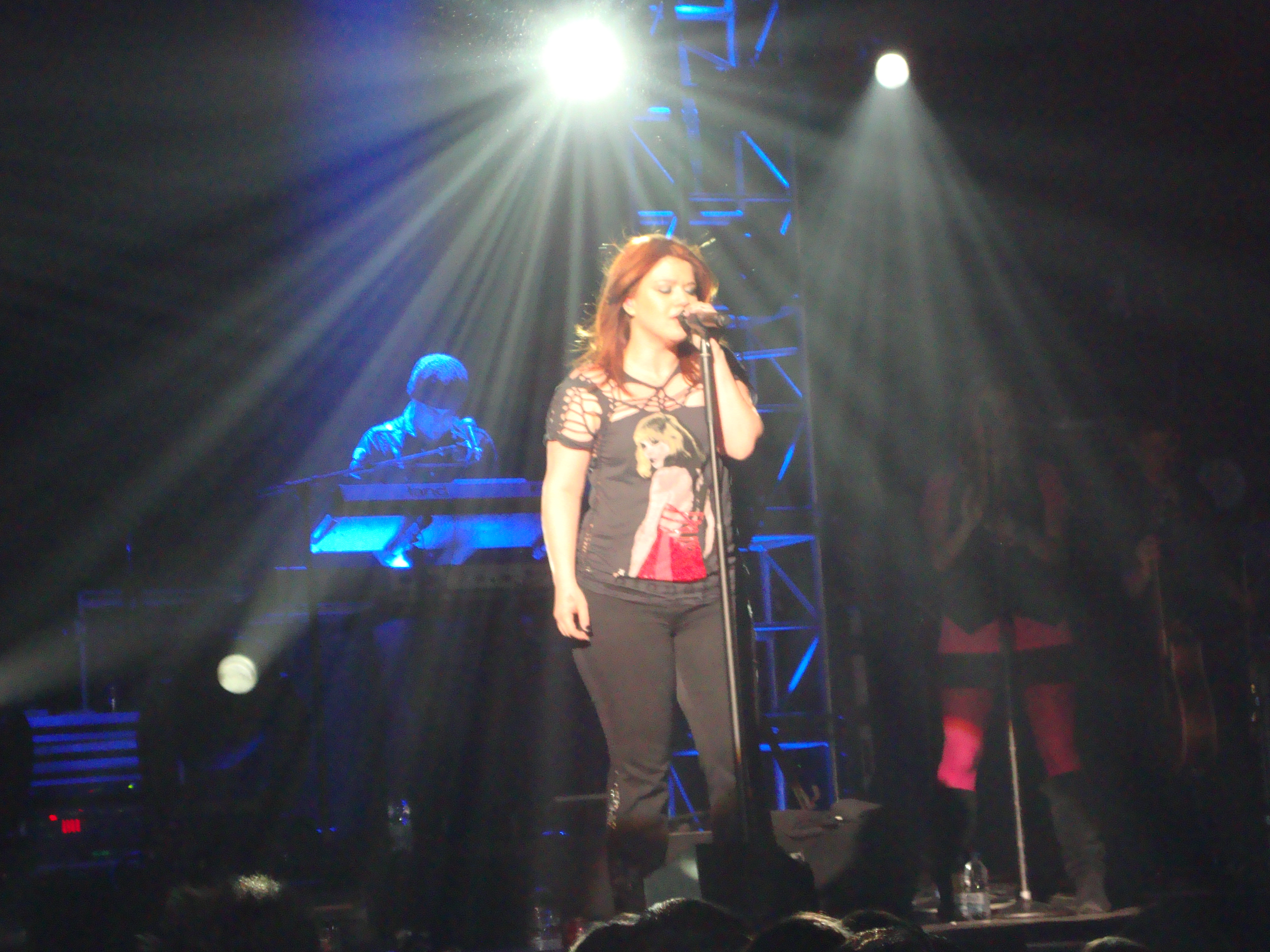
Kelly Clarkson en tournée à Glasgow en 2010 pour son All I Ever Wanted World Tour.

| Année(s)  | Nom                                                         | Dates | Tournée internationale | Promotion de l'album |
| --------- | ----------------------------------------------------------- | ----- | ---------------------- | -------------------- |
| 2002      | The American Idol Tour (avec les candidats d'American Idol) | 28    | Non                    | -                    |
| 2003      | US Mini-Tour                                                | 10    | Non                    | Thankful             |
| 2004      | The Independent Tour (avec Clay Aiken)                      | 32    | Non                    | Thankful             |
| 2005/2006 | The Breakaway World Tour                                    | 133   | Oui                    | Breakaway            |
| 2007      | My December Tour                                            | 53    | Oui                    | My December          |
| 2008      | 2 Worlds 2 Voices Tour (avec Reba McEntire)                 | 39    | Non                    | My December          |
| 2009/2010 | All I Ever Wanted World Tour                                | 63    | Oui                    | All I Ever Wanted    |
| 2012      | Stronger Tour                                               | 57    | Oui                    | Stronger             |
| 2012      | 2012 Summer Tour (avec The Fray)                            | 30    | Non                    | Stronger             |
| 2015      | Piece by Piece Tour                                         | 53    | Oui                    | Piece by Piece       |